# Mazda MX-5
La Mazda MX-5 (ou Mazda Miata en Amérique, ou Eunos Roadster ou Mazda Roadster au Japon) est une automobile roadster du constructeur automobile japonais Mazda. Elle a été présentée en 1989 et déclinée depuis en quatre générations.

## Présentation générale

### MX-5
Le nom de ce roadster signifie Mazda eXperience numéro 5 (Mazda eXperiment project number 5 en anglais).
Elle possède différents noms suivant son lieu de vente : 
- MX5 pour l’Europe, Amérique du Sud, Australie, Afrique et Asie sans le Japon ;
- MIATA pour le marché de l’Amérique du Nord ;
- et EUNOS ROADSTER pour le marché japonais.

La MX-5 repose sur 5 principes fondamentaux, définis par l'actuel chef de programme Nobuhiro Yamamoto : légèreté, propulsion, répartition des masses 50/50, faible inertie en virage, prix abordable. Inspirée des petits roadsters anglais des années 1960 (Triumph Spitfire, MGB, Lotus Elan), la MX-5 reçoit deux moteurs de 1,5 L 132 ch (ND) et 2,0 L 184 ch (ND) entraînant les roues arrière. La conception de ce roadster japonais est axée sur le plaisir de conduite. Il tire également son inspiration de modèles prestigieux tels que les Alfa Romeo Spider (Duetto), Porsche 550 Spyder ou encore Ferrari 365 Daytona Cabriolet.
La MX-5 propose deux carrosseries différentes. La version soft top dispose d'une capote souple traditionnelle, tandis que la version hard top propose un toit rigide rétractable électriquement dans le coffre.
Lors de sa commercialisation, la MX-5 a pour concurrentes, entre autres, les Fiat Barchetta, BMW Z3 et Z4[Laquelle ?], MG F, Audi TT et Mercedes SLK. Toutefois, ces modèles sont parfois dans une fourchette de prix supérieure à celle du roadster de Mazda.
Ce véhicule est le roadster le plus vendu de l'histoire de l'automobile avec, en 2016, plus d'un million d'exemplaires déclinés en quatre générations.

### Caractéristiques
La MX-5 est étudiée en Californie et construite à Hiroshima au Japon.
Dotée d’un 4 cylindres de 1,6 L à 16 soupapes de 115 ch issu de la grande série (moteur de la Mazda 323), la Mazda MX-5 Mk1 dispose d'un rapport puissance/cylindrée de 71,9 ch/L. Toute la puissance est obtenue à 6 500 tr/min. Son poids est relativement contenu, puisqu'il se situe aux environs de 955 kg.
La 4 cylindres 2,0 à 16 soupapes 160 ch, d'un poids de 1 173 kg, atteint une vitesse maximum de 218 km/h avec une accélération de 0/100 km/h en 7,9 s pour des émissions de CO2 s'élevant à 181 g/km.
La « Miata » est notamment caractérisée par sa répartition des masses équilibrée (50/50). Par ailleurs, elle est très populaire dans le milieu du drift.

## 1regénération - NA (1989-1998)
La première génération de MX-5 (code châssis JMZNA) apparaît tout à la fin des années 1980 dans un contexte difficile pour les spiders et autres roadsters européens ou encore les petits roadsters anglais sacrifiés sur l'autel de la sécurité et des normes antipollution toujours plus draconiennes[réf. souhaitée]. L'Alfa Romeo Spider, déjà considérée comme une voiture de collection, reste la seule représentante de cette catégorie.

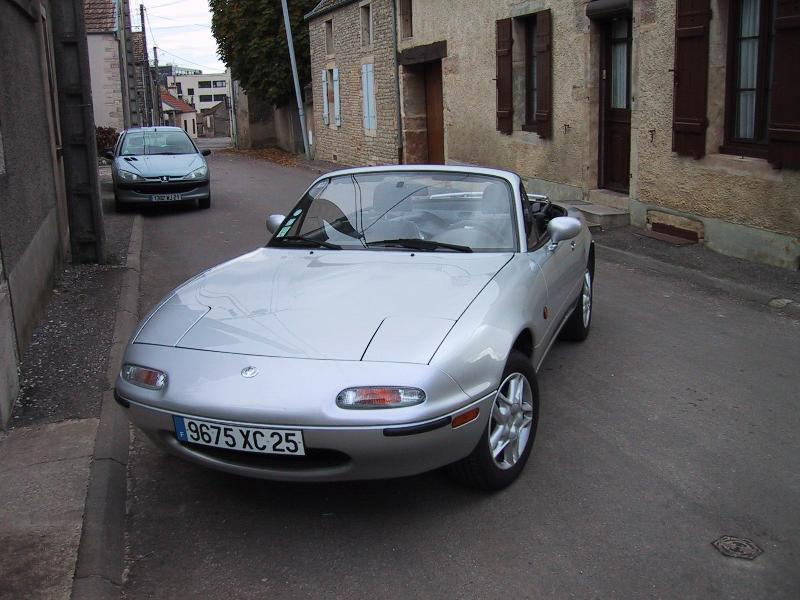
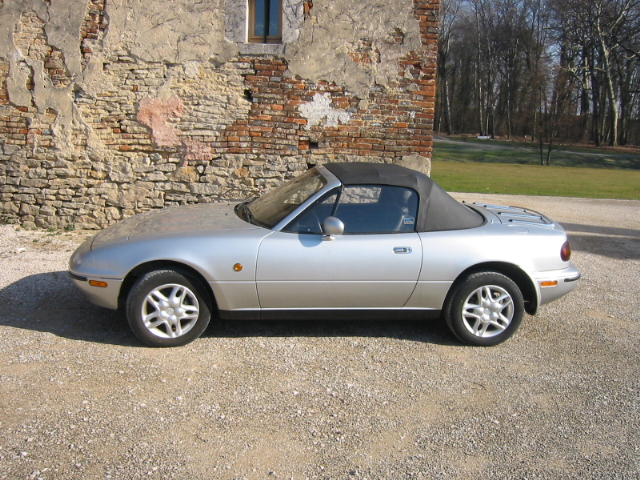
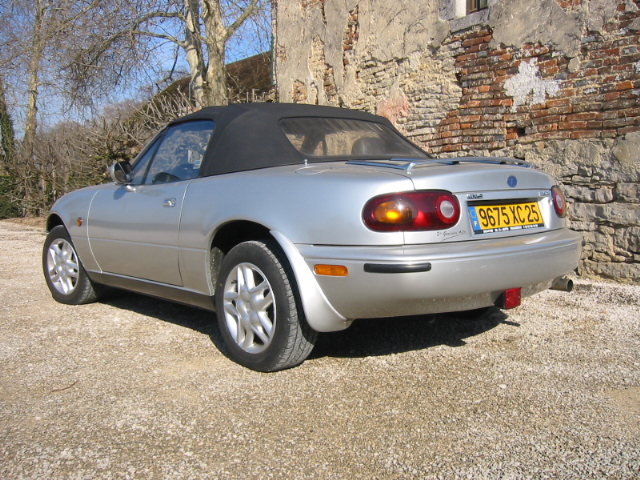
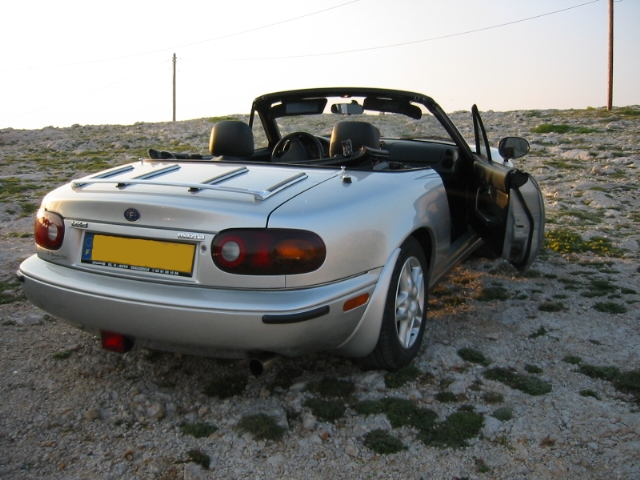

Sa première apparition officielle a lieu lors du Chicago Motor Show en février 1989. Présentée au salon de Genève en mars 1989, elle déclenche immédiatement une cure de jouvence dans la production automobile. Elle est abordable, fiable et facile à entretenir, s’impose comme un cabriolet sportif et amusant, en rendant un hommage particulier aux Lotus Elan, Triumph Spitfire et Alfa Romeo Duetto dont se sont fortement inspirés les ingénieurs nippons.

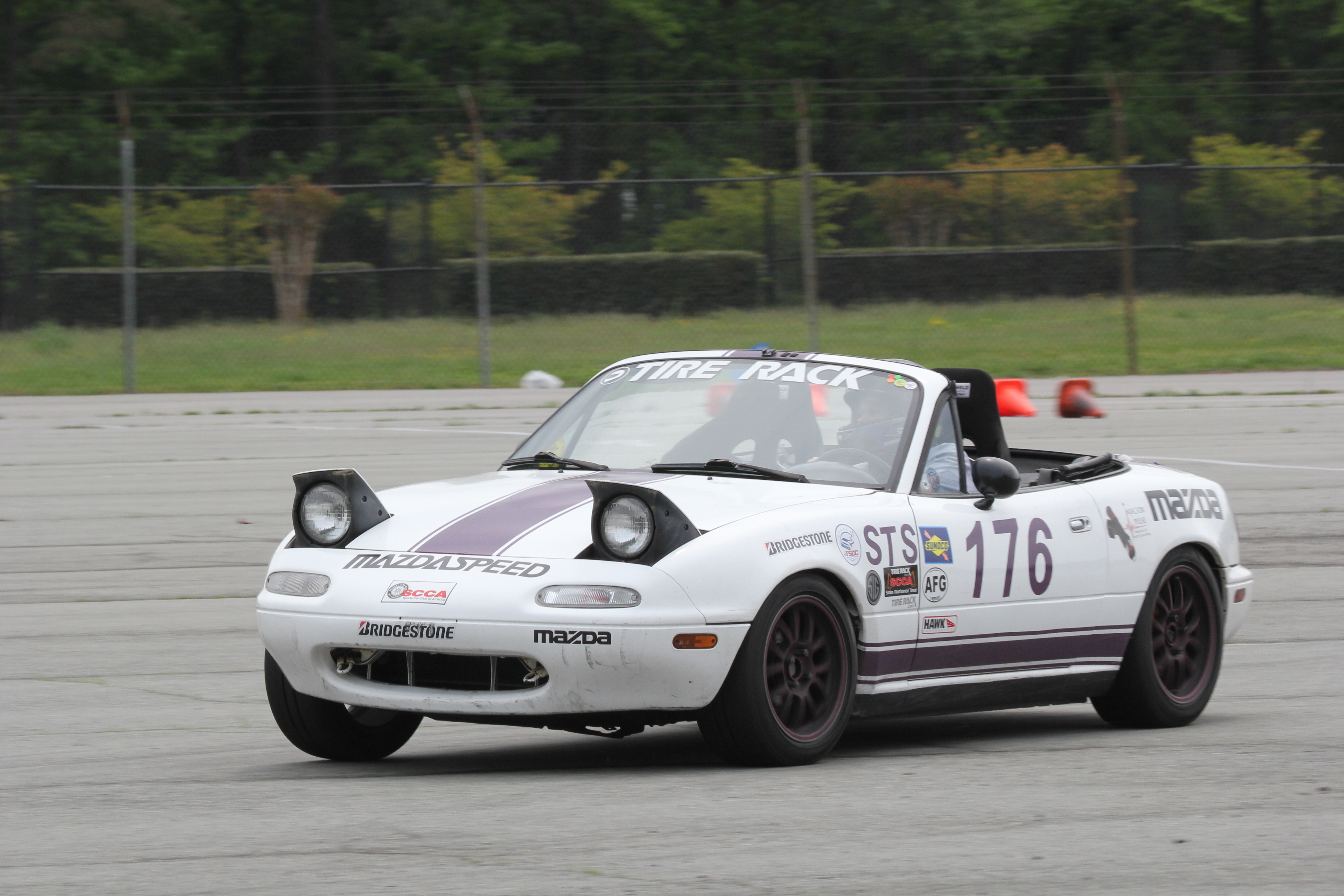
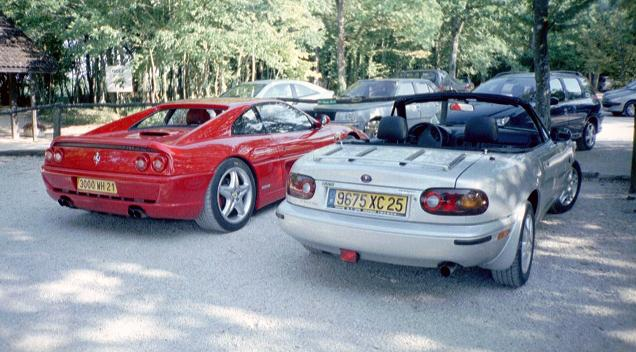
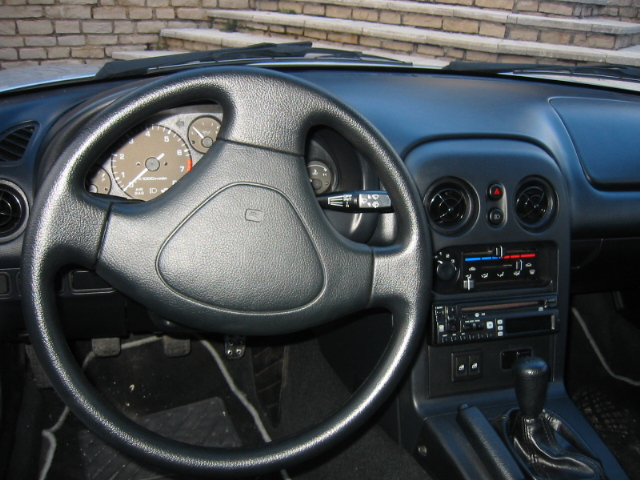

En 1990, la MX-5 reçoit un kit de conversion BBR Turbo pour le Royaume-Uni avec 150 ch et une vitesse maximale d'environ 210 km/h.
Elle a connu un restylage (surtout à l'intérieur) en 1994. À cette occasion, l'unique moteur 1,6 L 115 ch a été remplacé par le 1,6 L 90 ch et le 1,8 L 130 ch.

## 2egénération - NB (1998-2005)
La première génération qui se satisfaisait du strict nécessaire, est remplacée au milieu des années 1990 par une version au style renouvelé par des optiques fixes. Malgré la mode de l’escalade d'équipements ne cessant d’alourdir et de compliquer les véhicules de la production mondiale, les ingénieurs de Mazda ont réussi à limiter la hausse de son poids à une centaine de kilogrammes, et ce, malgré la rigidité accrue de la caisse. Les motorisations sont identiques à celles de la première génération, avec une puissance augmentée à 110 ch pour le 1,6 L et 140 ch pour le 1,8 L.

### 10th Anniversary Edition

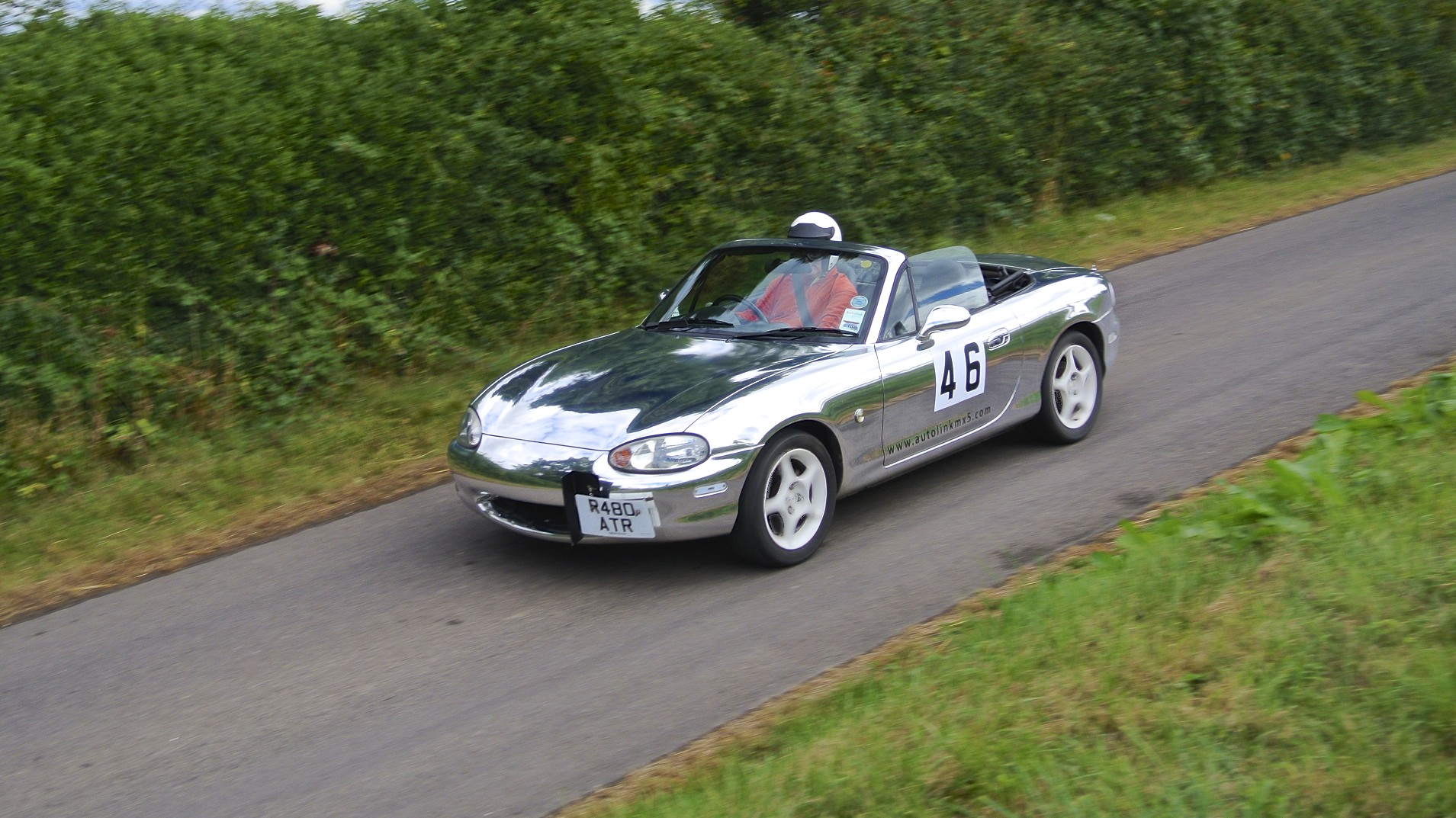
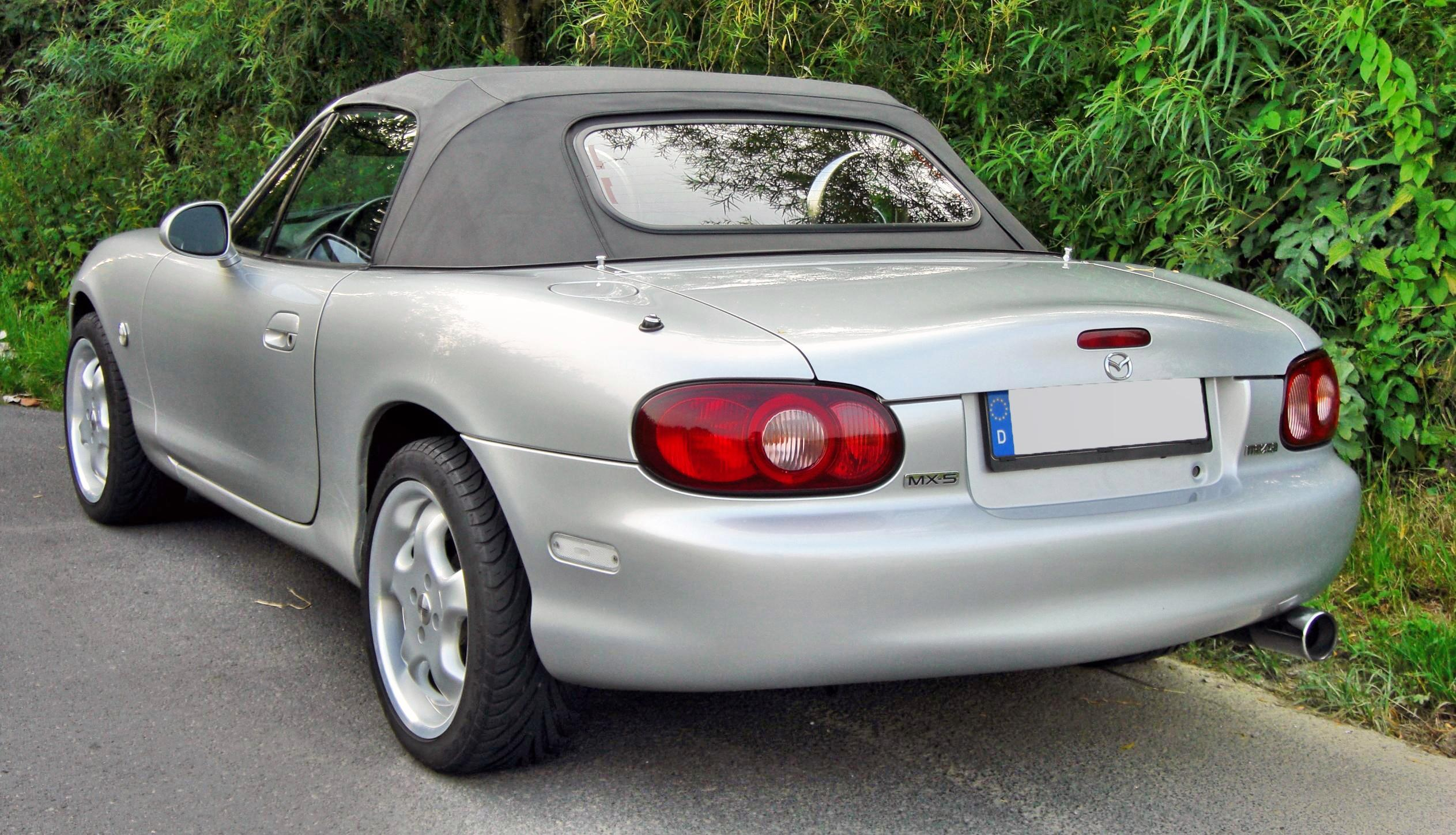

En 1999 sort la version 10th Anniversary, également surnommée 10AE pour 10th Anniversary Edition. Basée sur la version 1,8 L 140 ch et produite à 7 500 exemplaires numérotés (34 pour la France), elle se distingue par sa couleur extérieure inédite et exclusive Innocent Blue Mica, ses jantes 15 pouces polies, un intérieur bicolor cuir noir / Alcantara bleu, accompagné d'une capote de couleur bleue assortie à la carosserie et d'un volant 3 branches Nardi. Elle était pourvue d'un badge sous le répétiteur latéral (côté volant, à gauche pour les LHD Left Hand Drive, à droite pour les RHD Right Hand Drive) qui indiquait le numéro dans la série. Côté performances, elle est surtout la première version de la MX-5 à être équipée d'une boîte mécanique à 6 rapports, mais aussi de combiné filetés Bilstein et d'un différentiel à glissement limité Torsen. Grâce à la boîte à 6 rapports, elle dispose d'une meilleure accélération et d'une vitesse maximale plus élevée que les versions avec la boîte 5.

### Restylage
Elle a connu un restylage appelé NBFL (pour NB Face Lift) en 2001. Elle est aussi surnommée Mk 2.5 (pour Génération 2 1/2). Cette génération présente de nouvelles optiques avec des phares avant sans filtre orange pour les clignotants. L’évolution a porté aussi sur le moteur 1,8 L qui a été équipé d’un déphaseur d’arbre à cames (VVT) pour obtenir 146 ch à 7 000 tr/min. Le 1,6 L n’a pas évolué.

### Autres séries limitées
En 2002 est sortie uniquement en Australie la rare série spéciale MX5 SP à moteur 1,8 Turbo 211 ch à 6 800 tr/min.
En 2004 est sortie au Japon et aux États-Unis la version Mazdaspeed turbo 180 ch à 6 000 tr/min.
En 2004, sur certains marchés, Mazda proposa une version coupé, la MX-5 Roadster Coupé Type-S produite seulement à 350 exemplaires.

## 3egénération - NC (2005-2015)
La troisième génération est présentée au 75e Salon de l'automobile de Genève en mars 2005 avec des nouvelles motorisations plus puissantes, une rigidité encore en hausse et malgré des équipements supplémentaires, en particulier dans le domaine de la sécurité, un poids qui n'augmente que d'une dizaine de kilos. Bien que présente sur d'autres marchés, Mazda Europe refuse de proposer au marché européen des options pratiques comme le limiteur de vitesse et la boîte automatique (6 rapports).
La motorisation est soit le 1,8 L 126 ch, soit le 2,0 L 160 ch.
Mais la grande nouveauté de cette 3e génération est, qu'en plus de la version à capote souple (soft top), apparaît conjointement une version à toit dur (hard top) escamotable électriquement dans le coffre en 12 secondes et qui, une fois mis en place, transforme le cabriolet en un élégant coupé.
Lors de son lancement en 2005, elle a remporté le prix de la voiture de l'année au Japon et a figuré sur la liste des 10 meilleures voitures de Car and Driver de 2006 à 2013.

MX-5 NC (2006-2009)
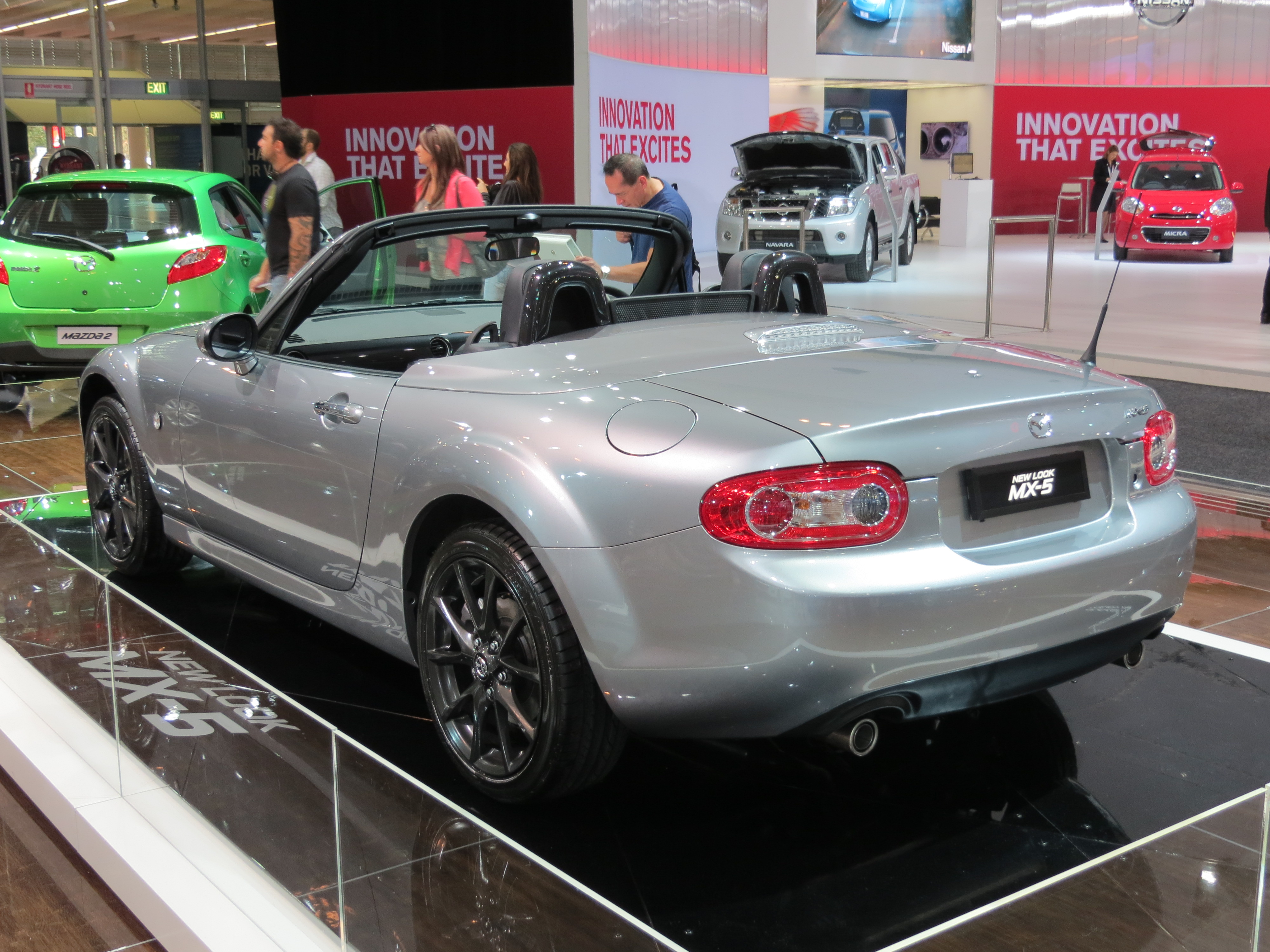
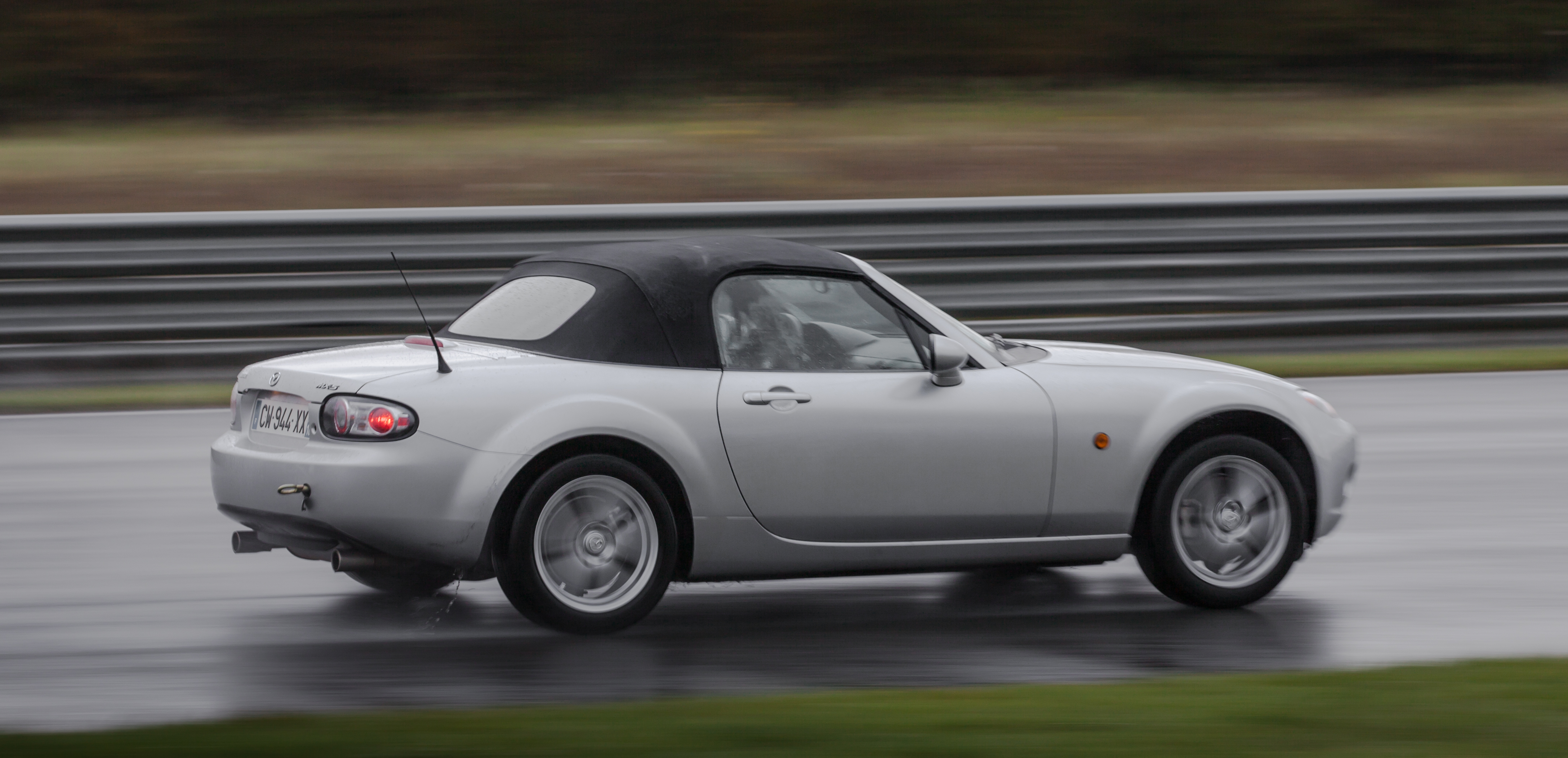
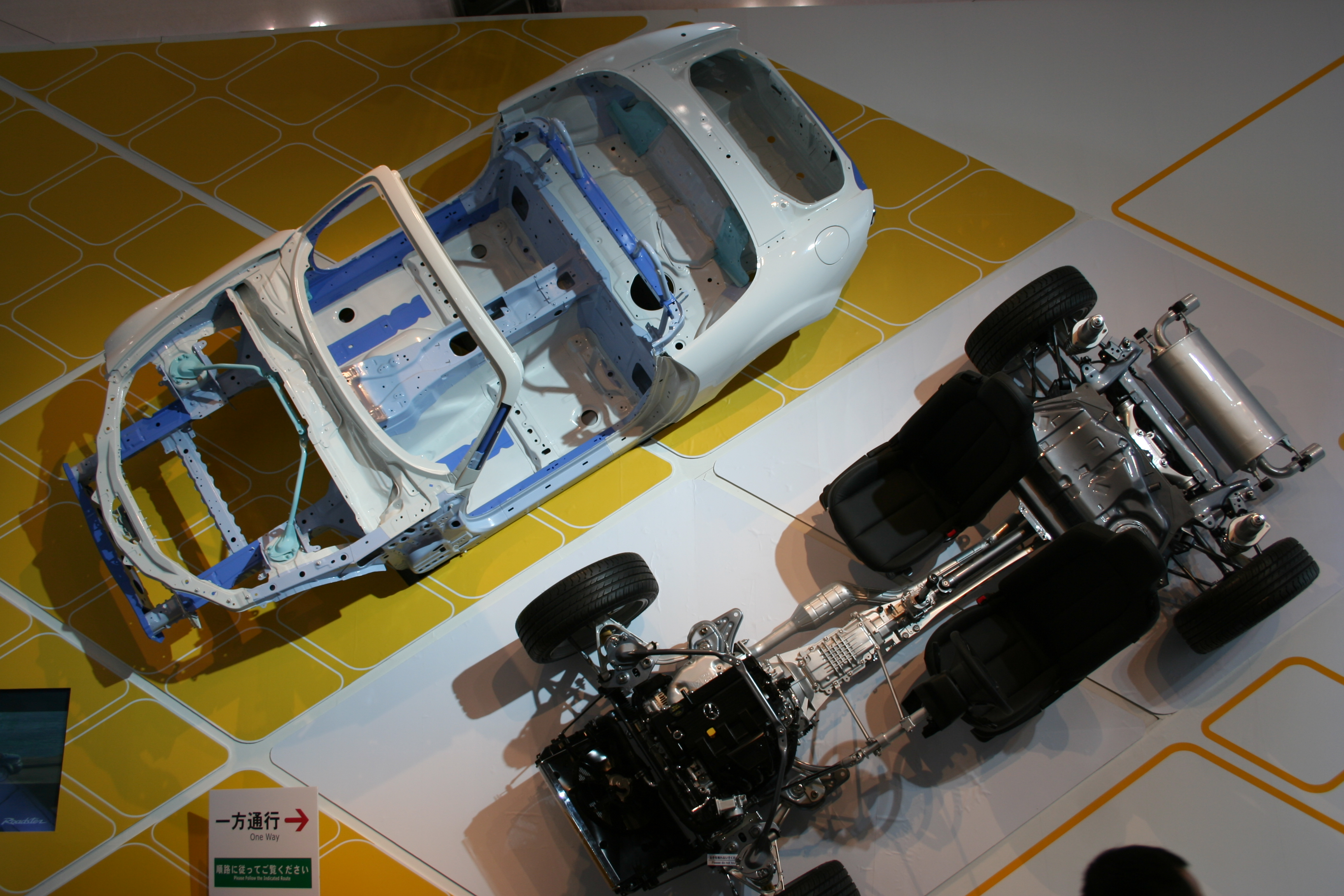

### Phase 1 - NC / NC1 (2006-2008)
La MX-5 NC présente un style extérieur dessiné par Yasushi Nakamuta. Elle ne partage aucun composant avec la NB précédente, à l'exception des clignotants montés sur les ailes et des composants internes du différentiel arrière. Le concepteur en chef de cette génération est Moray Callum,,. Le concept Mazda Ibuki de 2003 a servi d'aperçu du nouveau modèle. La suspension passe d'une configuration à double triangulation aux quatre roues à une configuration à triangulation multibras à l'avant comme à l'arrière, partagée avec la Mazda RX-8. Les modèles NC sont équipés d'un contrôle de traction et d'un ESP. Selon Car and Driver, la NC a un seuil de perte d'adhérence en courbe de 0,90 g. Elle pèse un centaine de kilogrammes de plus que la génération précédente.
En Europe, deux moteurs sont proposés : le MZR LF-VE de 2,0 L l4 à 16 soupapes développant 158 ch et 188 N⋅m de couple, couplé à la transmission manuelle à 6 rapports et un nouveau MZR L8-VE de 1,8 L, développant 126 ch et 167 N⋅m, couplé à la transmission manuelle à 5 rapports.
Les chiffres du constructeur pour le modèle aux spécifications européennes sont les suivants : 0 à 100 km/h en 9,4 s pour le 1.8 et 7,9 s pour le 2.0.
À l'occasion du 20e anniversaire du Roadster au Japon, Mazda a organisé une cérémonie commémorative spéciale le 20 septembre 2009 sur son circuit d'essai de Miyoshi, dans l'ouest du Japon. Par ailleurs, 200 MX-5 européennes ont été rassemblées aux 24 Heures du Mans. Un concours «Best of Show» a été organisé pendant l'événement, avec un prix spécial décerné à la plus belle MX-5.

#### Toit rigide rétractable électrique
En juillet 2006, Mazda lance la version à toit rigide rétractable électrique du NC, avec un toit rigide pliant en deux parties, nommée MX-5 Roadster Coupé en Europe. Conçu par Webasto et construit en polycarbonate, le toit nécessite 12 secondes pour se lever ou s'abaisser, et les premiers modèles ont été livrés aux clients fin août 2006. Le toit rigide ajoute 36 kg au poids d'une capote souple équipée de manière comparable, sans diminuer l'espace du coffre une fois rétracté. Le toit rigide omet l'un des deux compartiments de rangement de la capote derrière les sièges pour accueillir le mécanisme de toit rabattable et dispose d'un couvercle de coffre en acier au lieu de l'aluminium de la capote souple. Les performances sont légèrement affectées par l'augmentation du poids, le 0 à 100 km/h passant à 9,6 s pour le 1.8 et à 8,2 secondes pour le 2.0. Grâce à un meilleur aérodynamisme, la vitesse de pointe passe de 196 km/h à 200 km/h pour le modèle à plus petite cylindrée et de 210 km/h à 215 km/h pour le 2.0. La suspension a été légèrement modifiée pour gérer le poids supplémentaire, avec des ressorts légèrement plus rigides.

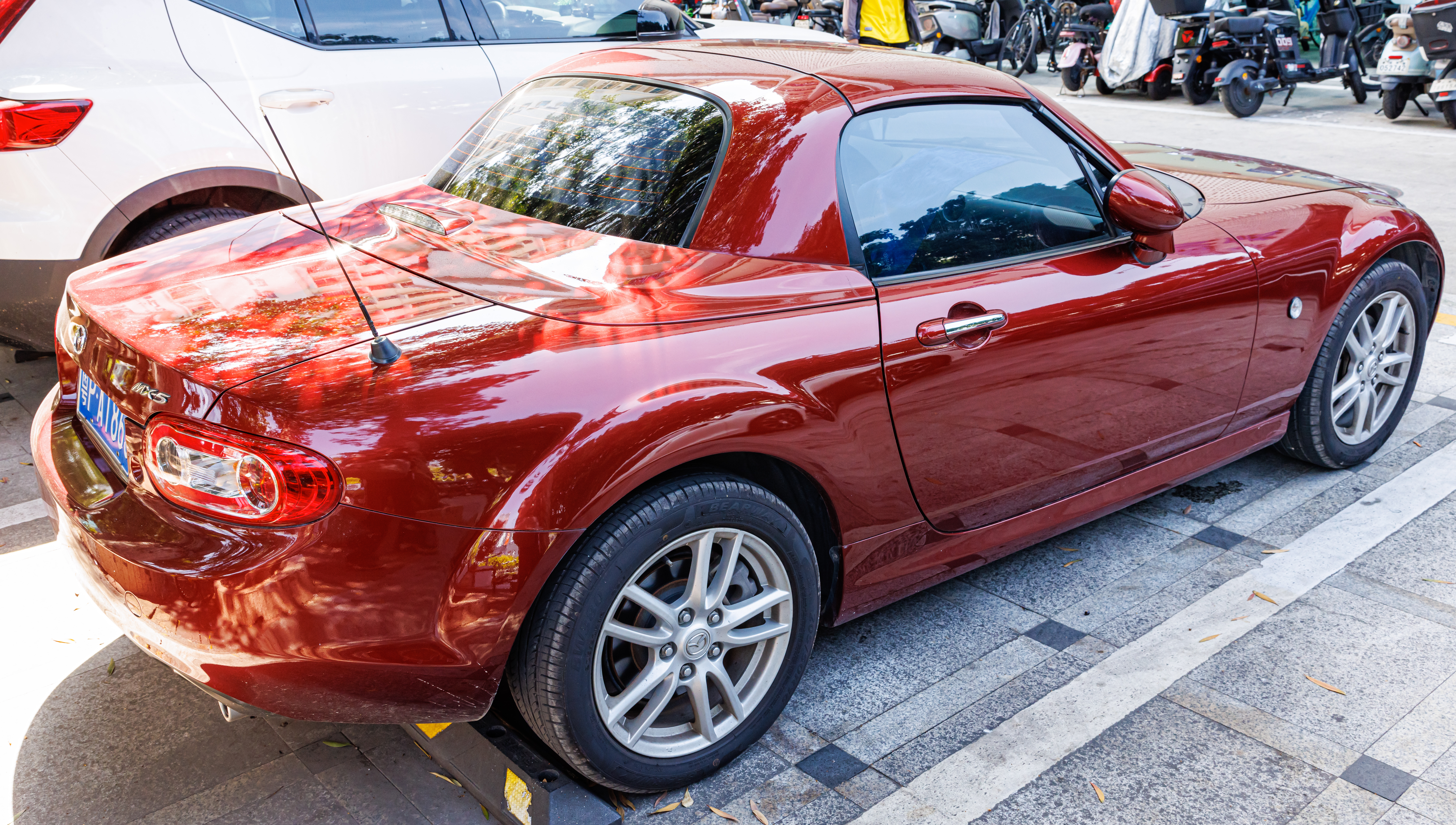
MX-5 à toit rigide en Chine.

#### 3rdGeneration Limited (2006)
La 3rd Generation Limited (2006) est présentée pour la première fois au Salon international de l'auto de New York 2005, elle est une édition de lancement de la MX-5 NC. Elle est dotée de touches de chrome sur le cadre du pare-brise, la calandre avant, les poignées de porte, les phares antibrouillard et les clignotants latéraux, de plaques de seuil de portes en acier inoxydable et de jantes spéciales de 17 pouces avec des pneus 205/45 associées à une suspension sport et à des amortisseurs Bilstein. Le Rouge Velocité était une couleur exclusive à cette édition. Les phares xénon font également partie de l'équipement.
Pour correspondre, les sièges chauffants et les panneaux de porte sont recouverts de cuir rouge. Sur la console centrale se trouve une plaque Limited 3rd generation avec numéro de série intégré. Outre la climatisation automatique et un volant multifonction en cuir à trois branches, on retrouve un système audio Bose avec sept haut-parleurs et un chargeur de 6 CD. Des applications de couleur argentée se retrouvent également sur le tableau de bord, les instruments d'affichage et les haut-parleurs. Le modèle spécial comprend également un pack de prévente avec un polo Fila, une paire de jeans Levi's, des chaussures de sport Puma fabriquées exclusivement pour Mazda et une montre de pilote du fabricant de montres Sinn. Le cadran était peint dans la couleur de la voiture et le bracelet était en cuir rouge. Cette série limitée de 3 500 exemplaires a été produite dans le monde (dont 300 au Royaume-Uni, 750 aux États-Unis et 150 au Canada), livrée avant les modèles de série,,. Elle est disponible à partir de 30 700 euros et dispose du moteur à essence de 2,0 litres de 160 ch et de la transmission manuelle à six rapports.

#### Black & White (2006)
En septembre 2006, le modèle spécial Black & White, limité à 250 exemplaires, est proposé en roadster à des prix démarrant à 23 800 euros et en deux versions. Ce que les deux ont en commun est la finition de la peinture en noir brillant ou en blanc Pegasus et les jantes en alliage léger. En tant que modèle Black & White Energy basé sur l'équipement Energy, le véhicule était disponible avec un moteur de 1.8 ou 2,0 litres et une transmission manuelle à cinq rapports. En tant Black & White Expression avec un moteur de 2,0 litres et une transmission manuelle à six rapports. Le pack d'éclairage optionnel avec phares antibrouillard, phares au xénon et système de nettoyage des phares était de série sur l'Energy et coûtait 910 euros supplémentaires pour l'Expression. Le système audio Bose avec chargeur six CD et sept haut-parleurs, ainsi que le pack professionnel avec système d'alarme, surveillance intérieure et système d'entrée et de démarrage sans clé Login, étaient également payants. L'intérieur était doté de sièges en cuir noir chauffants, d'une climatisation automatique, d'un volant multifonction en cuir et d'un système de navigation mobile. L'iPod standard d'Apple avec deux gigaoctets de mémoire et un câble adaptateur sont livré pour le système audio. Selon les variantes, l'avantage de prix pouvait atteindre 2 070 euros.

#### Mithra (2007)
À partir d'avril 2007, le modèle spécial limité Mithra, nommé d'après le dieu solaire persan, est disponible exclusivement en roadster à partir de 26 000 euros. Il est proposé dans la version Mithra Emotion avec un moteur de 1.8 litre, une transmission manuelle à cinq rapports et des jantes en aluminium de 16 pouces basées sur la finition Emotion, et la Mithra Expression avec un moteur de 2,0 litres, une transmission manuelle à six rapports et des jantes en aluminium de 17 pouces. Un avantage de prix de 450 euros par rapport à l'achat d'une MX-5 équipée de manière similaire a été annoncé, ou de 539 euros dans le cas de la Mithra Emotion.
Les deux variantes disposent d'un toit en tissu noir qui peut être combiné avec les trois finitions de peinture métallisées Festival Black, Tiamat Blue et Argos Green. On retrouve également des phares antibrouillard, des applications chromées sur la calandre avant, les poignées de porte et les arceaux de sécurité, ainsi qu'un troisième feu stop blanc et des clignotants latéraux blancs avec contours chromés. L'intérieur est doté de sièges sport en cuir beige-gris chauffants, de surpiqûres décoratives beiges sur le pommeau de levier de vitesses, la poignée de frein à main et le volant en cuir. Ce dernier dispose de commandes pour le système audio avec lecteur CD et six haut-parleurs. La climatisation automatique, un filet anti remous et des incrustations argentées sur le tableau de bord sont également inclus de série.

#### MX-5 Niseko (2008)

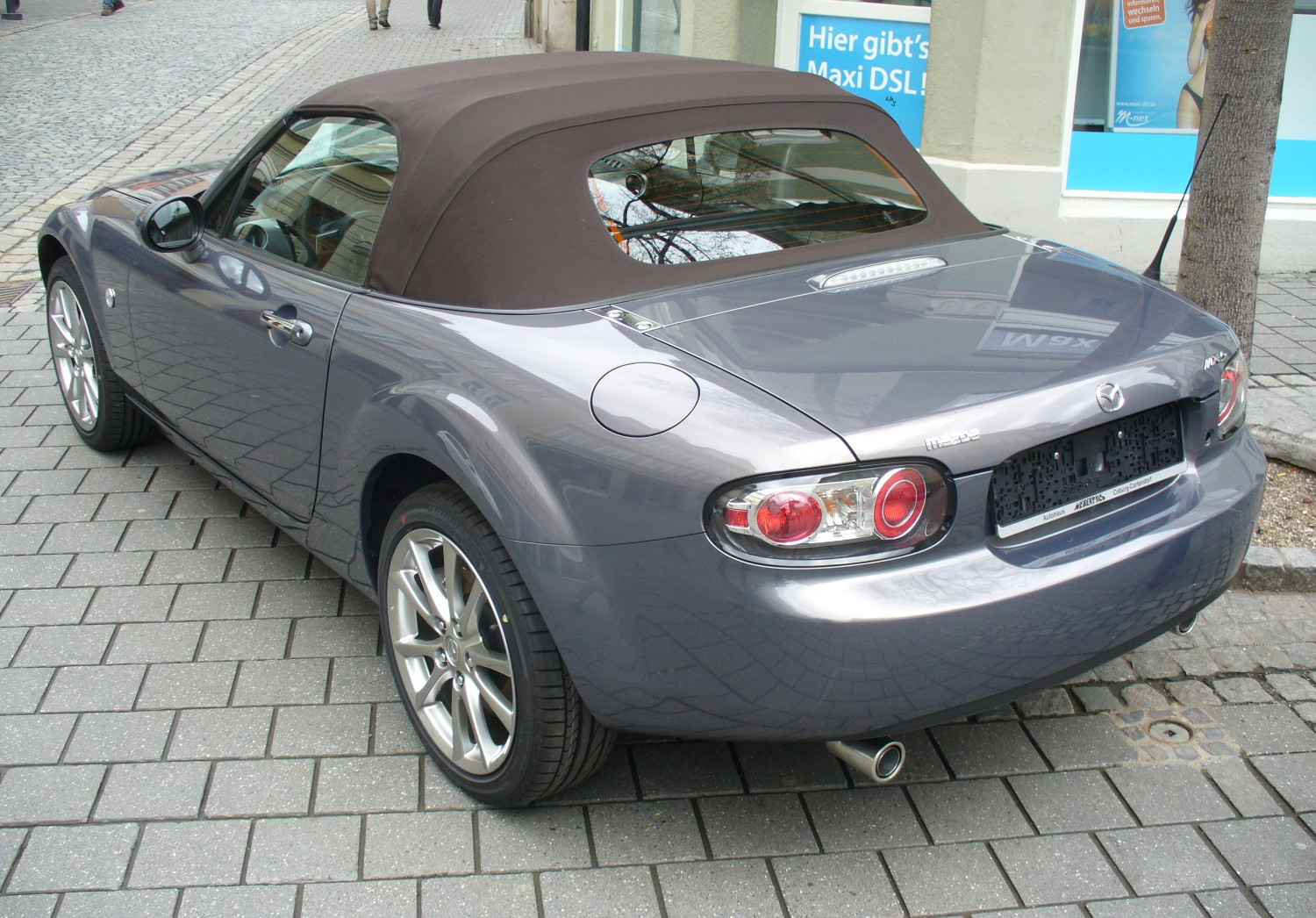
MX-5 Niseko en Allemagne.

Nommée d'après la station de ski japonaise de Niseko Mt. Resort Grand Hirafu, la MX-5 Niseko, exclusivité européenne, est basé sur le niveau de finition Emotion et proposée en version 1.8 litre à capote souple ou 2.0 toit rigide, la boîte manuelle à 5 rapports étant la seule disponible. Proposé à partir de mars 2008, le choix de couleurs inclut le bleu glacier et l'argent soleil; les modèles allemands sont disponibles en cinq coloris : Brilliant Black, Pegasus White (non disponible pour le Roadster Coupé), Satin Silver Metallic, Mephisto Grey Metallic et spécialement, Pontos Blue Metallic combinées sur le Roadster avec une capote en tissu marron foncé.
L'extérieur se caractérise par des jantes en aluminium gris argenté de 17 pouces au design à dix branches, des applications chromées sur la calandre avant, les inserts de phares, les couvercles de poignées de porte ainsi que les phares antibrouillard et les clignotants latéraux. Ces derniers, comme le troisième feu stop, sont de couleur blanche.
Parmi les caractéristiques intérieures spécifiques, on peut citer les badges Niseko sur les ailes avant, les garnitures d'arceau de sécurité de couleur assortie, les tapis de sol siglés Niseko et des accessoires similaires à ceux utilisés sur la Special Edition 2008 américaine. Les sièges chauffants, ainsi que le volant, le pommeau de levier de vitesse et la poignée de frein à main, sont recouverts de cuir marron foncé avec des surpiqûres contrastées bleu clair. L'intérieur dispose également d'une climatisation automatique et d'instruments ronds cerclés de chrome. Le pack Touring, généralement disponible moyennant un supplément, avec deux haut-parleurs supplémentaires, des seuils de porte en acier inoxydable, une radio CD MP3 avec commandes au volant, un filet de rangement dans le plancher du passager et une lunette arrière en verre chauffante sont inclus dans le modèle spécial. Il n’y a pas d’autres options d’équipement.
Depuis mai 2008, le pack Plus est disponible moyennant un supplément de 1 500 euros. Il s'agissait notamment d'un système audio Bose avec chargeur de six CD, lecteur MP3 et sept haut-parleurs, ainsi que de phares au xénon avec réglage automatique de la portée des phares et système de nettoyage des phares. L'avantage de prix d'achat d'une Niseko par rapport à une MX-5 équipée de manière similaire se situerait entre 4 780 et 5 810 euros, selon le moteur. Au Royaume-Uni, la MX-5 Niseko est limitée à 800 exemplaires : 240 pour la version à capote souple et 560 pour la version toit rigide.

### Phase 2 - NC FL / NC2 (2009-2012)
L'édition 2009 de la MX-5, présentée au Mondial de l'automobile de Paris de 2008, au Science Museum de Londres, et plus tard au Salon de l'automobile de Chicago 2009, commercialisée à partir de juin 2009, présente quelques modifications esthétiques et techniques. Sur le plan du style, les principaux changements concernent l'avant redessiné qui intègre désormais des éléments de modèles plus récents de Mazda comme la calandre plus large, auparavant ovale et remplacée par la calandre à cinq points typique de Mazda, dans le style de la Mazda RX-8 modifiée début 2009, des nouveaux phares visuellement allongés et nouveaux feux antibrouillard. L'emblème de la marque a été plus clairement mis en valeur. Les jupes latérales, le pare-chocs arrière et les feux arrière ont également été redessinés. De plus, les rétroviseurs extérieurs ont été optimisés aérodynamiquement. Le Roadster Coupé se distingue désormais du Roadster par une calandre grillagée bordée d'un cadre chromé et des phares antibrouillard chromés. Certains détails du style intérieur ont aussi été revus (console centrale réaménagée, instrumentation modifiée, poignées de porte revues…). Pour libérer de l'espace pour les jambes dans l'habitacle, une saillie au niveau des vide-poches de porte a été supprimée. La barre centrale des porte-gobelets est désormais amovible et l'accoudoir est rembourré. Le système audio reçoit un concept de fonctionnement différent.
La gamme proposait également pour le moteur 2,0 litres un pack sport avec sièges Recaro et une transmission automatique introduite en Europe pour la première fois. Dès lors, la NC est proposée en deux niveaux de finition : Center-Line et Sports-Line. Ce dernier proposait également une boîte manuelle à 6 rapports, une suspension sport Bilstein, des phares au xénon et des pédales en aluminium. Le modèle à toit souple est livré avec la climatisation manuelle, tandis que le coupé recoit la climatisation automatique de série.
Les fonctionnalités suivantes ont été incluses dans les divers pack d'équipement avec le restylage : un système de régulateur de vitesse appelé Cruisematic, un système mains libres Bluetooth avec commande vocale, un affichage de la température extérieure et de la consommation de carburant, un chauffage des sièges à cinq niveaux en conjonction avec des sièges en cuir et un système de surveillance de la pression des pneus.

MX-5 NC FL (2009-2012)
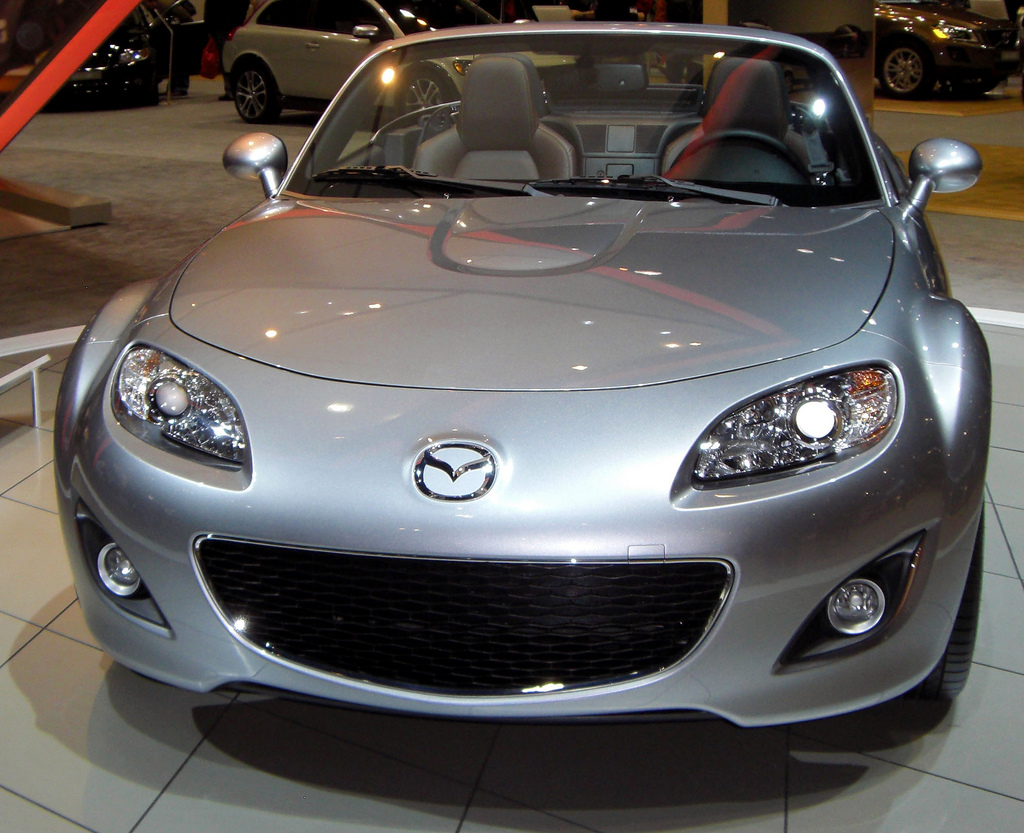
Nouvel avant de NC FL.
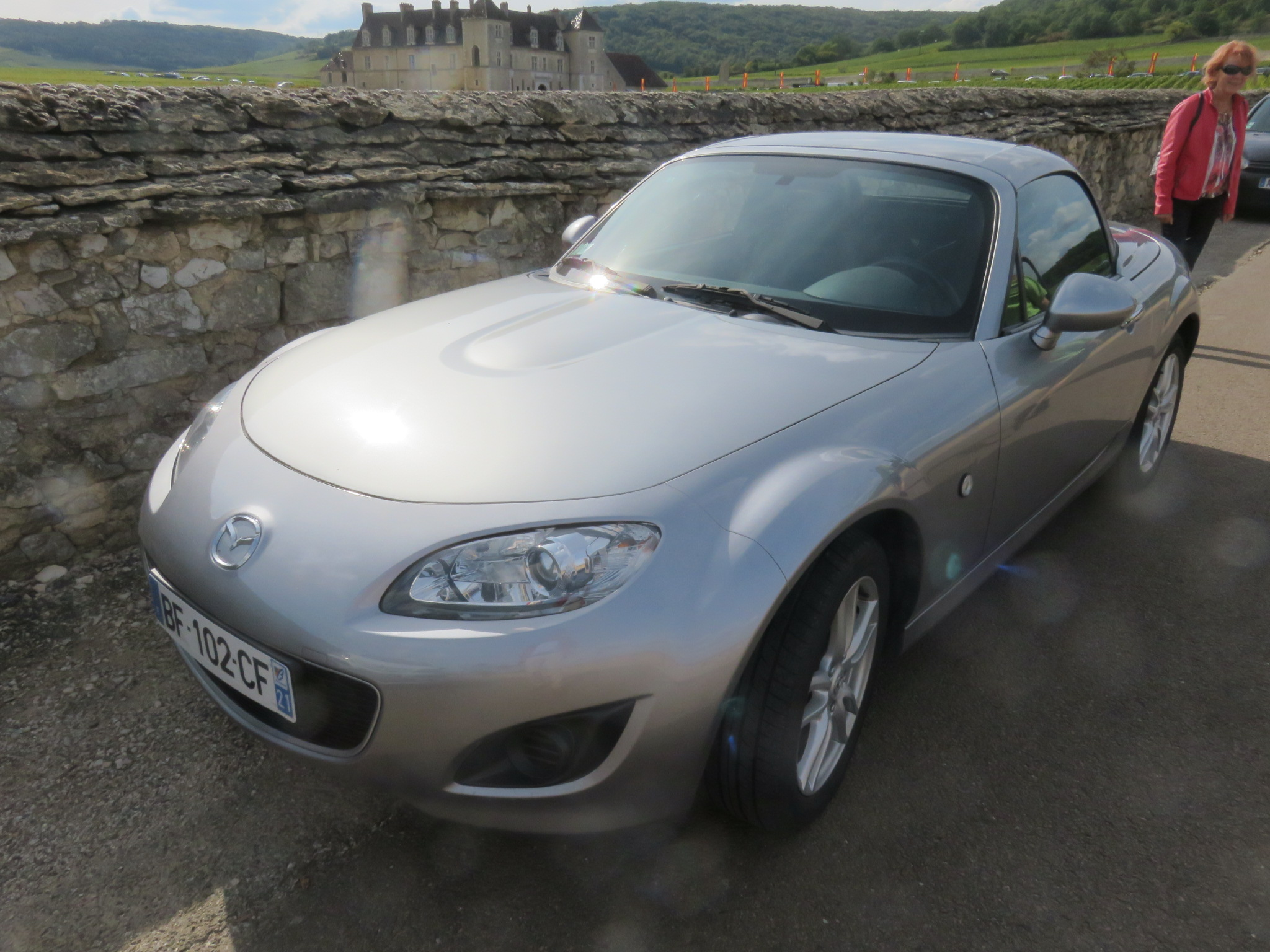
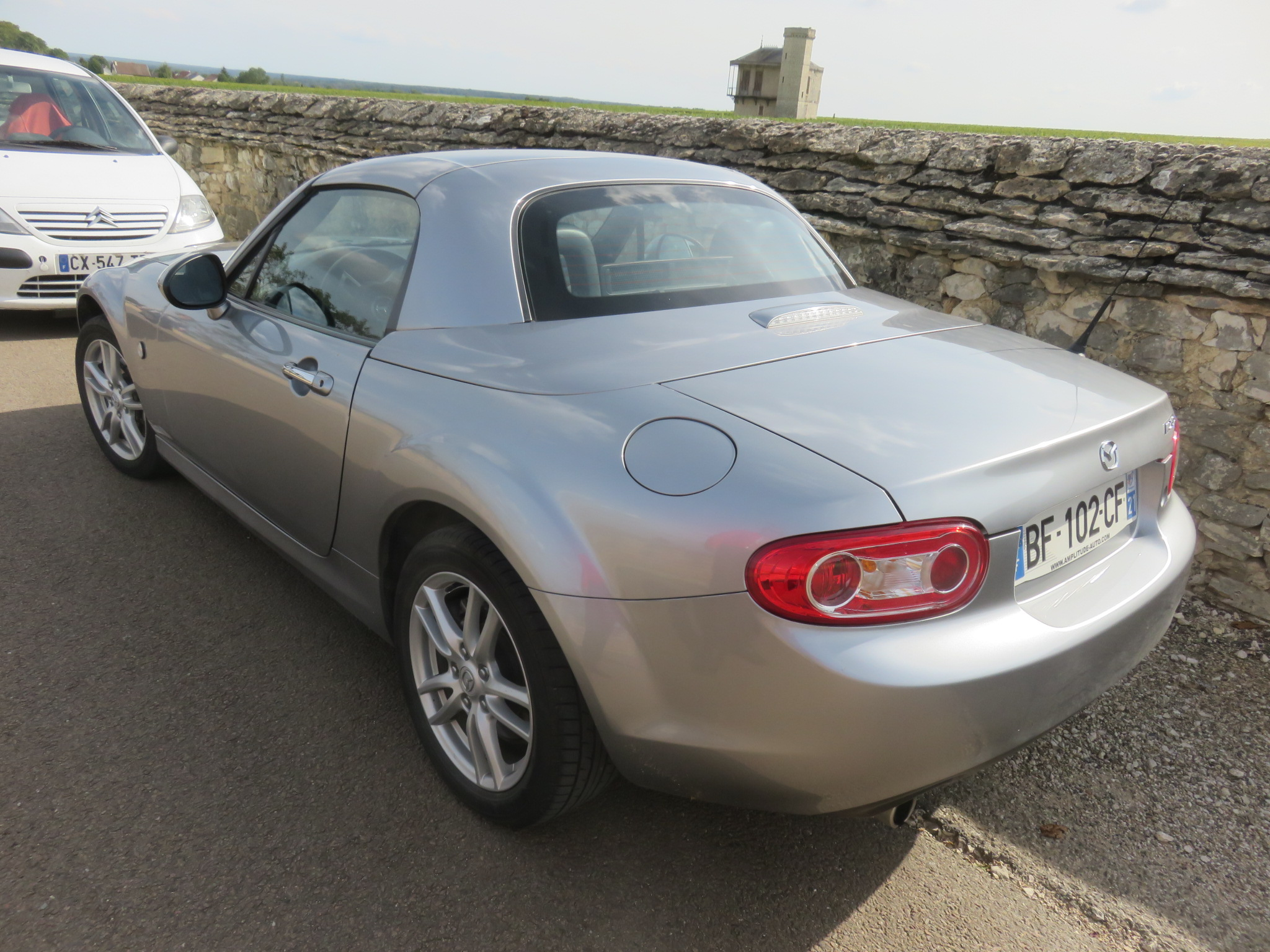

Sur la motorisation 2 litres les pistons, le vilebrequin et les ressorts de soupapes ont été révisés. Il voit grâce à ces modifications son régime maximum porté de 7 000 à 7 500 tr/min sans modification de la puissance. La suspension et la boîte de vitesses ont été affinées ; cette dernière offrant des changements de vitesse plus doux. Un amplificateur de son à induction a également été installé depuis le compartiment moteur vers l'intérieur, ce qui est destiné à fournir un son de moteur plus intense. Les performances de conduite se sont légèrement améliorées, tandis que la consommation de carburant a été réduite. De plus, le châssis a été révisé, l'ESP a été rendu moins sensible et la transmission manuelle à six rapports passerait les vitesses plus facilement qu'auparavant grâce à un revêtement en carbone.

#### MX-5 Édition 20th anniversary (2010)

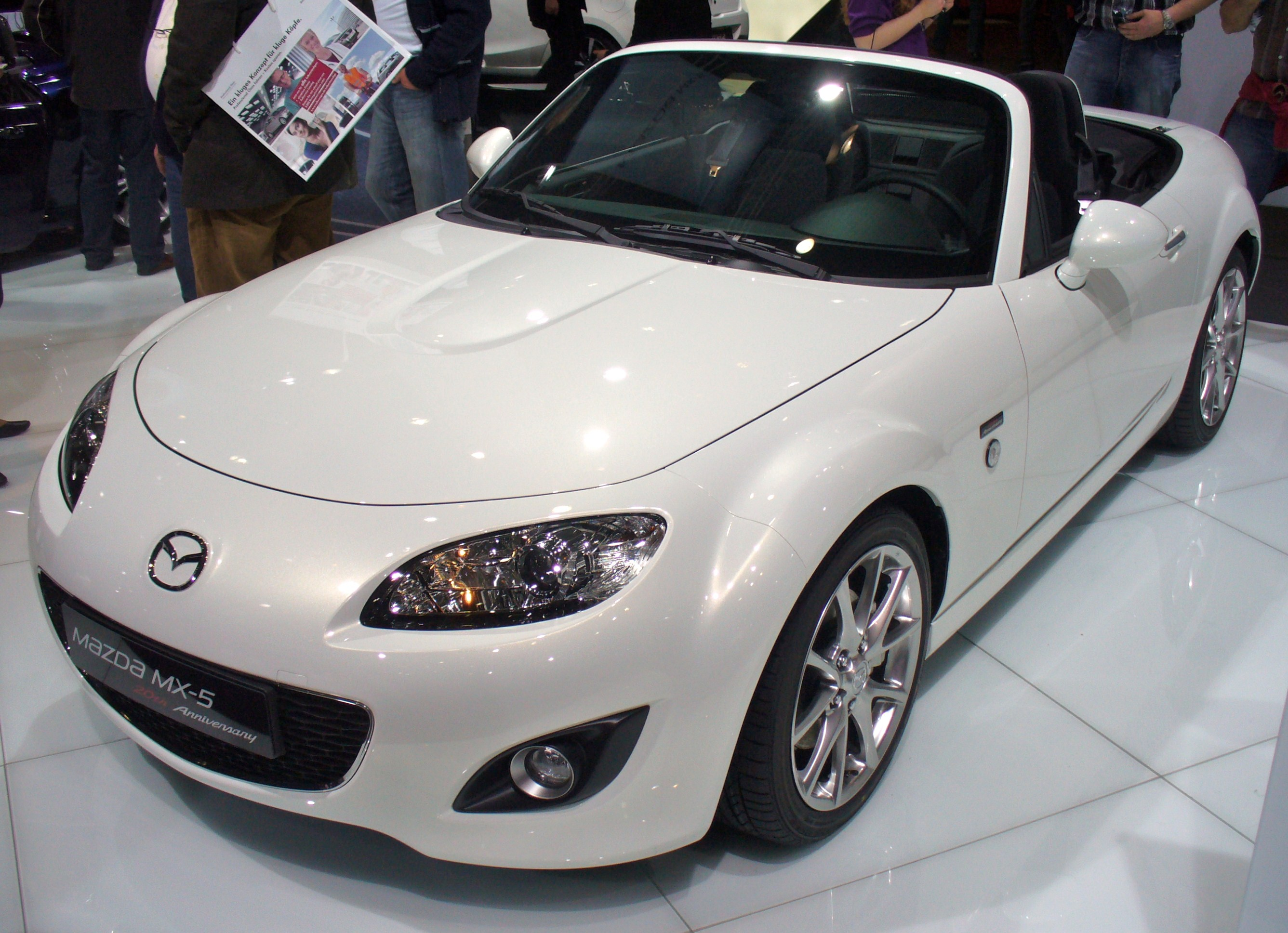
MX-5 20th Anniversary Edition.

La série spéciale 20th anniversary est une version limitée de la MX-5 à toit souple, équipée d'un moteur MZR 1,8 L, produite à seulement 2 000 exemplaires, don 500 pour l'Allemagne. Conçue pour le marché européen afin de commémorer les 20 ans de production de la MX-5, elle comprend un pack de style extérieur spécial avec calandre, poignées de porte et façade de phare chromés, pédales en aluminium, des entourages de phares antibrouillard argentés, des jantes alliage 17 pouces exclusives, des logos 20th anniversary et une barre anti-rapprochement. Les couleurs de carrosserie disponibles incluent le Rouge véritable, le Blanc cristal nacré et, spécifiquement pour cette édition, un nouveau Bleu Aurora (avec des éléments décoratifs assortis à l'intérieur). Le véhicule a été dévoilé au Salon de l'automobile de Genève 2010. Elle est proposée pour 22 000 € environ.

#### MX-5 Édition spéciale Matte and Black (2010)
La MX-5 Édition Spéciale Matte and Black est une version limitée de la MX-5 équipée d'un moteur MZR 2,0 litres, conçue pour commémorer les 20 ans de production de la MX-5 en France. Le véhicule a été dévoilé lors du 21e Salon du Cabriolet, Coupé et SUV à Paris.

#### MX-5 Senshu Roadster Coupé (2012)
La Senshu MX-5 est une version limitée (200 exemplaires) de la MX-5, conçue pour le marché allemand, avec toit rigide rétractable, moteur essence MZR 2,0 litres, boîte manuelle à 6 rapports et équipement Sport. Elle comprend des jantes alliage foncées chaussées de pneus 205/45R17, une bande latérale « racing strip », un diffuseur arrière noir, des sorties d'échappement sport et un cerclage noir sur la calandre avant. Elle est également dotée d'un intérieur cuir gris clair avec sièges chauffants à cinq niveaux pour le conducteur et le passager avant. Des accessoires en option incluent un adaptateur iPod et USB et un abaissement du véhicule de 30 millimètres. Les couleurs de carrosserie disponibles incluent le Noir Brillant Métallisé, le Blanc Arachnéen et le Noir Tornador Métallisé.
Le nom de cette série limitée a été choisi par 9 600 utilisateurs de Facebook qui ont voté sur la chaîne de télévision DMAX. Parmi les autres noms candidats figuraient « Arashi » et « Migoto ».

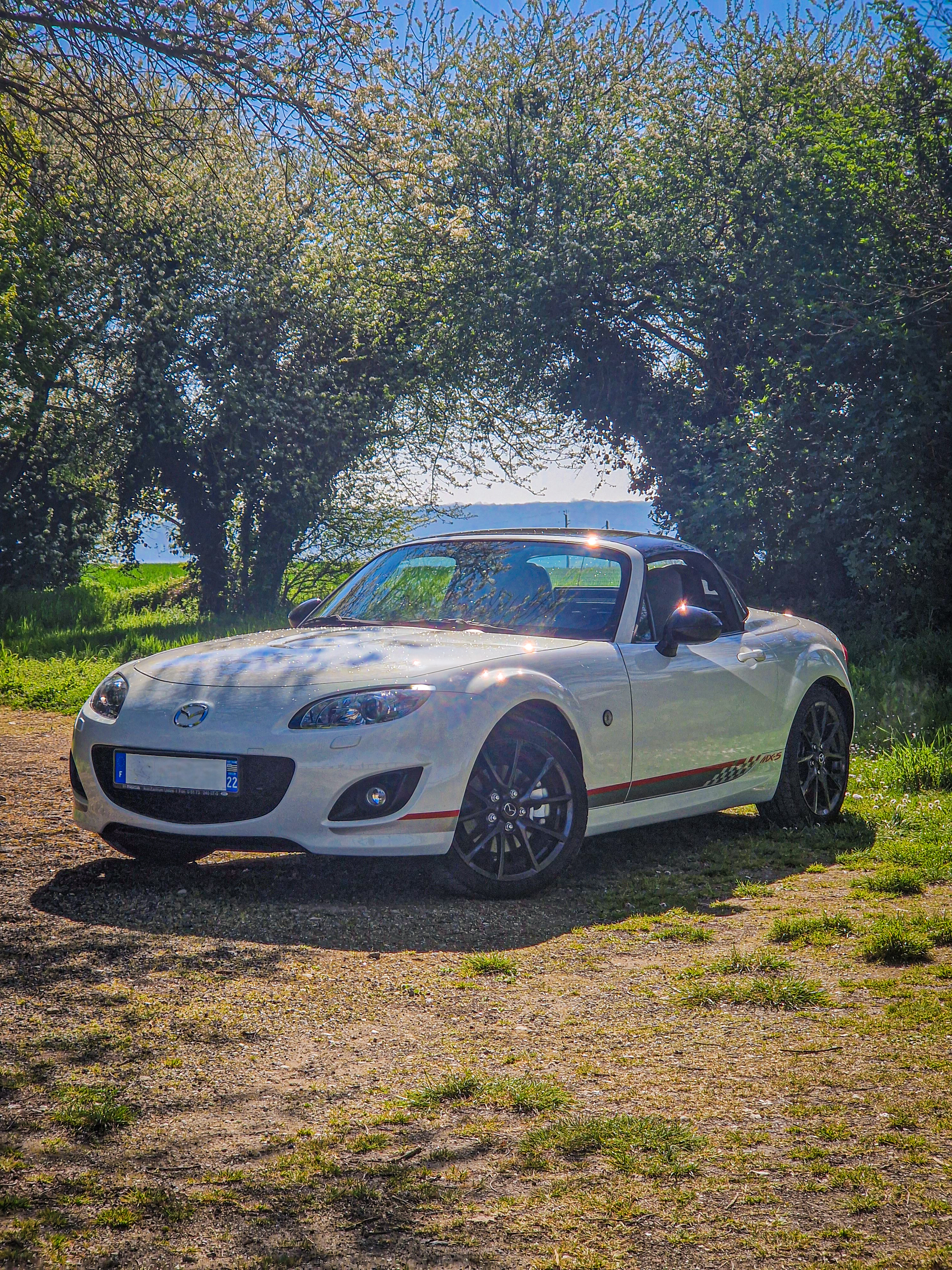
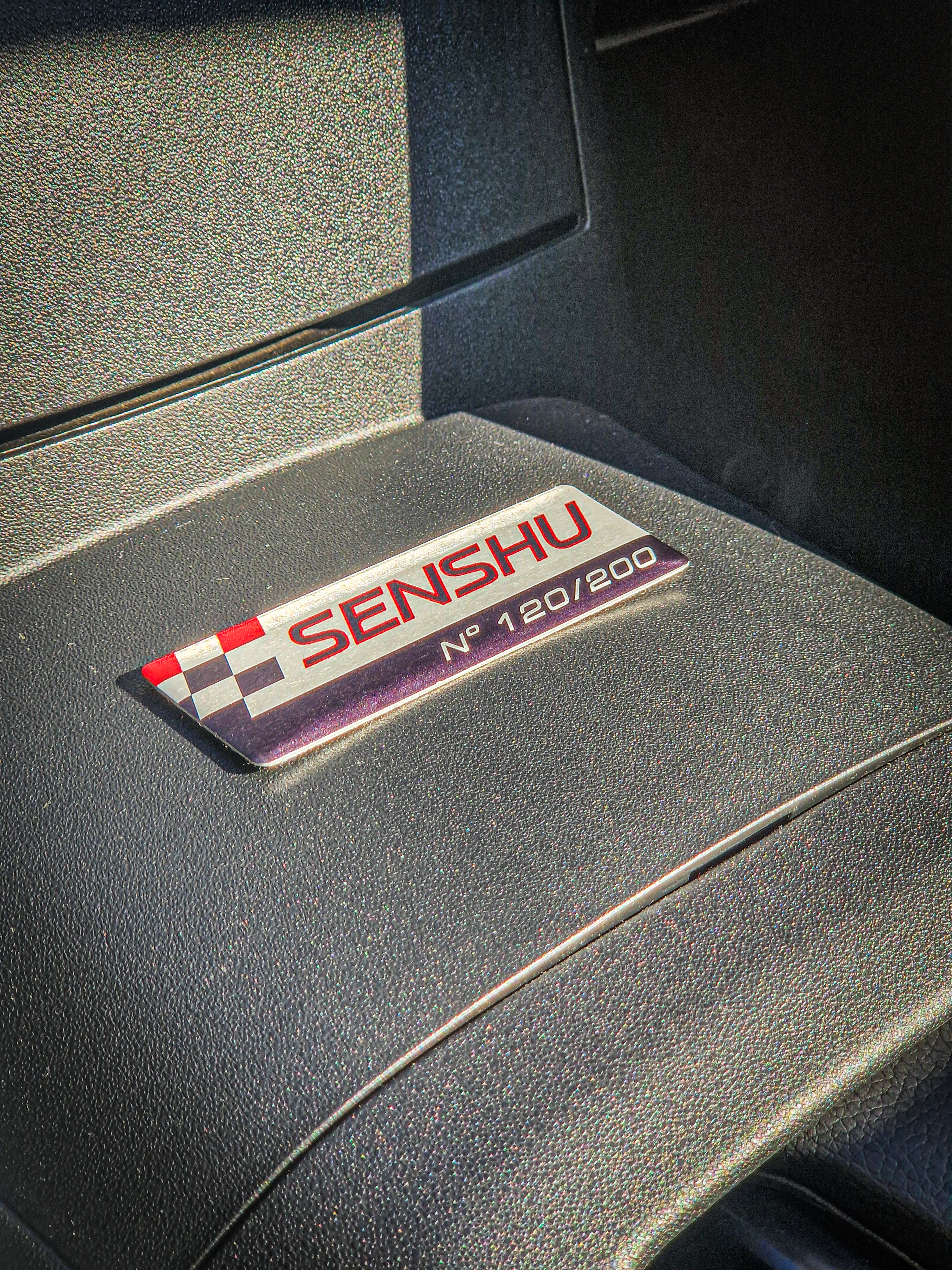
MX5 Senshu
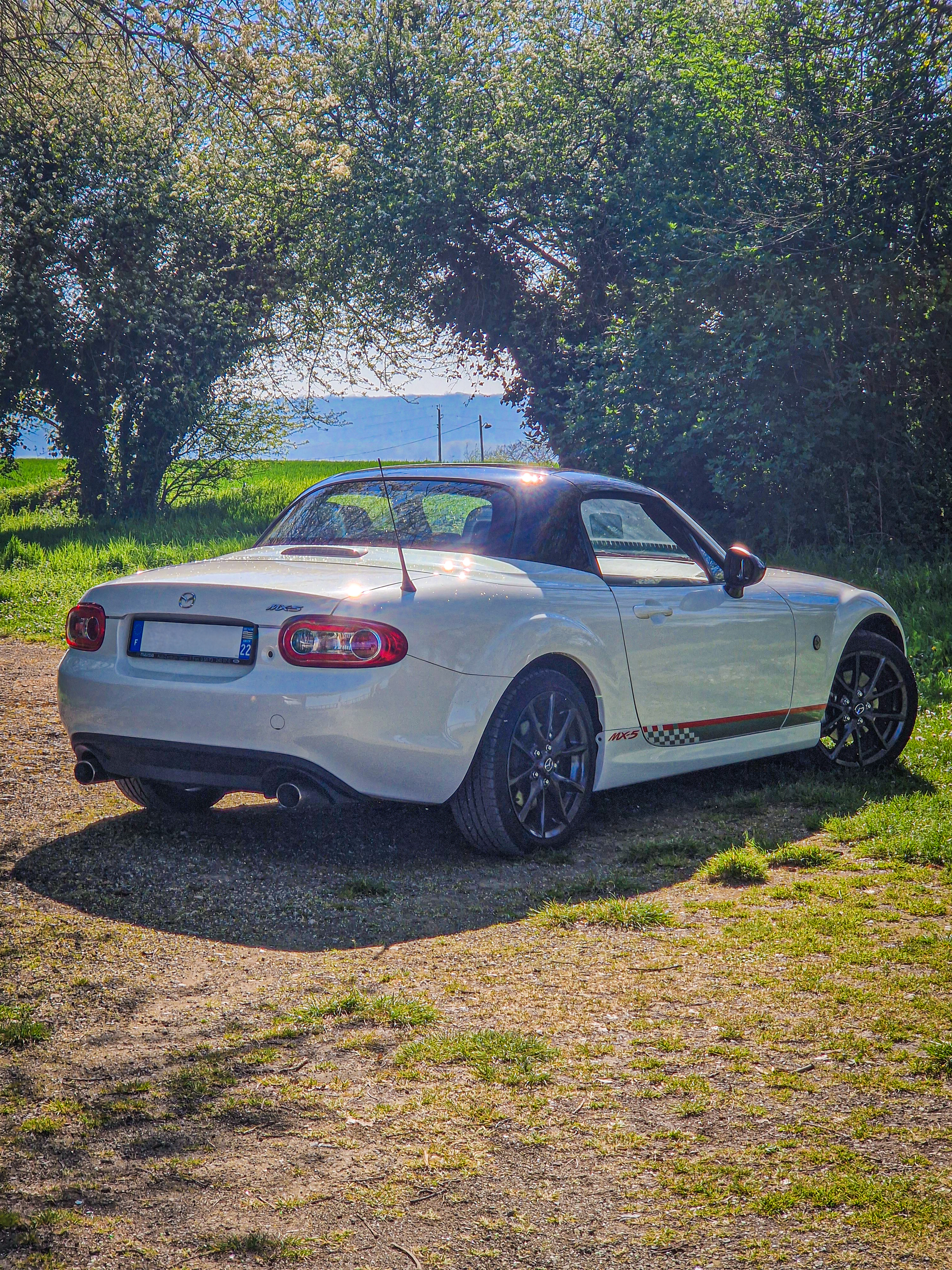

### Phase 3 - NC FL2 (2012-2014)
L'édition 2013 de la MX-5, commercialisée à partir de novembre 2012, présente des modifications esthétiques découlant principalement de mises en conformité techniques et réglementaires. Sur le plan du style, le principal changement concerne une fois de plus l'avant avec un nouveau pare-chocs, un design de phare antibrouillard révisé et un nouveau becquet, une nouvelle option intérieure de couleur beige de luxe et un nouveau capot aptes à répondre aux normes en vigueur sur les chocs piétons. Le pare-chocs dissimule en effet un capteur qui, en cas de choc, déclenche des explosifs permettant de surélever le capot pour limiter les blessures de piétons. Conséquence indirecte : disparition du catalogue accessoires de la marque de jantes supérieures à 17 pouces risquant de déclencher les explosifs de manière intempestive. Sur motorisation 2,0 L, retour du Soft-Top et apparition de l'option Sièges Recaro sur le marché français pour la finition Performance.
Bien qu'aucune modification n'ait été apportée au groupe motopropulseur, Mazda a réajusté l'ECU sur la transmission manuelle pour offrir une réponse de l'accélérateur plus linéaire. Les performances de freinage ont également été modifiées, le servofrein étant modifié pour mieux moduler les performances de freinage sur le roadster.

#### MX-5 25th Anniversary (2014)

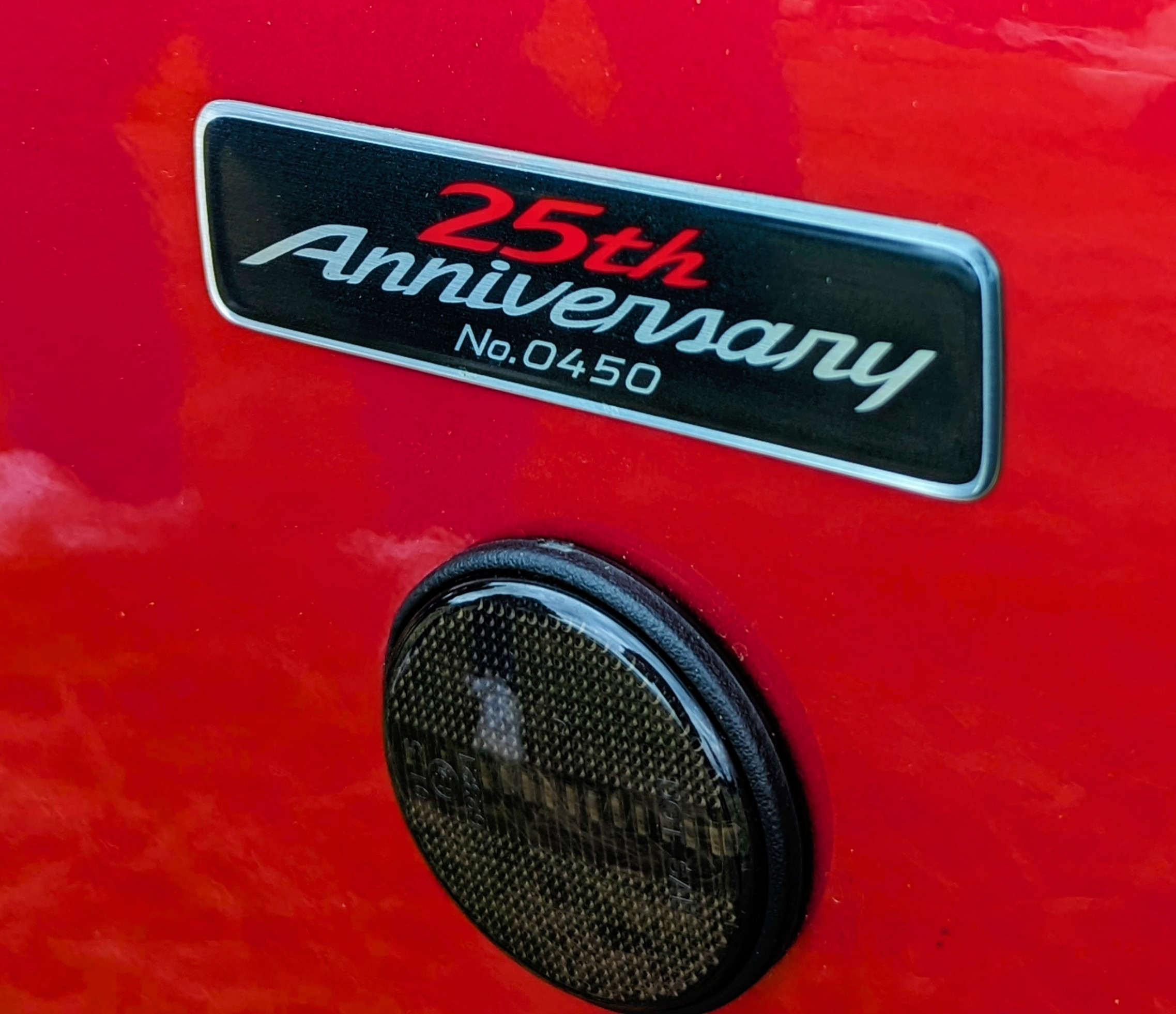
Plaque numéroté MX-5 25th Anniversary Edition.

Le modèle 25th Anniversary est une version limitée (1 099 exemplaires) de la MX-5 toit rigide avec le moteur 2,0 L, conçue pour célébrer les 25 ans de la MX-5 et dévoilé au Salon international de l'auto de New York en avril 2014. Toutes les voitures sont peintes dans une couleur exclusive, Soul Red Metallic, et sont dotées de montants A, de panneaux de toit et de coques de rétroviseurs Brilliant Black. D'autres ajouts incluent des jantes en alliage Dark Gunmetal de 17 pouces, un diffuseur arrière et une garniture d'échappement chromée ; chaque voiture est également dotée d'un badge extérieur unique numéroté en édition limitée. Les modifications intérieures comprennent des sièges en cuir beige chauffants Light Stone avec des logos 25th Anniversary en relief sur les appuie-têtes et des surpiqûres rouges contrastantes. Ces surpiqûres se poursuivent sur le volant, le soufflet du levier de vitesses et le levier de frein à main.
Chaque voiture est également dotée de plaques de seuil de porte spéciales avec le logo 25th Anniversary, d'un panneau décoratif peint à la main en rouge foncé sur le tableau de bord, de caches d'arceau de sécurité Brilliant Black et de pédales en aluminium percé. Ce modèle a été mis en vente le 1er août 2014 au Royaume-Uni. Les 100 exemplaires proposés aux États-Unis ont été épuisés en 10 minutes. Son moteur bénéficie des améliorations suivantes : pistons, volant moteur allégé et vilebrequin forgé. La suspension comprend des amortisseurs Bilstein sur les versions manuelles uniquement,,,.

### Marchés

#### Australie
En Australie, le MZR de 2,0 L est proposé, évalué à 158 ch et 188 N⋅m de couple et la transmission manuelle à 6 rapports ainsi que le différentiel à glissement limité sont de série.

#### Canada
Fabriquée en 2011 Pour le Canada, pour l'année modèle 2012, la MX-5 Miata Spécial Version (finition SV) est une version limitée (180 unités) de la finition de base MX-5 Miata GX de l'année modèle 2012 avec moteur à essence 2,0 L MZR avec les améliorations suivantes : extérieur Velocity Red Mica avec toit rigide Noir Brillant, rétroviseurs extérieurs et garniture d'arceau de sécurité Noir Brillant, jantes en alliage bronze de 17 pouces avec pneus 205/45R17, sièges chauffants garnis de cuir noir avec surpiqûres couleur sable, volant gainé de cuir avec garniture Noir Piano et surpiqûres couleur sable, frein de stationnement gainé de cuir avec surpiqûres couleur sable, garnitures de porte similicuir avec surpiqûres couleur sable, panneau décoratif Noir Piano, pédales en alliage, climatisation automatique, thermomètre extérieur et ordinateur de bord, transmission manuelle à 6 rapports. Le seul équipement en option était une transmission automatique à 6 rapports à commande électronique avec overdrive.

#### États-Unis
Aux États-Unis, le moteur est le MZR LF-VE 2,0 L, produisant 170 ch et 190 N⋅m de couple, couplé à une transmission manuelle à 5 ou 6 rapports ou 158 ch avec la transmission automatique en option, à 6 rapports et palettes montées sur le volant. Un différentiel à glissement limité est disponible avec l'option manuelle à 6 rapports. Un test réalisé par le magazine Car and Driver a révélé un temps de 0 à 97 km/h (60 mph) de 6,5 s pour le NC 2,0 L aux spécifications américaines. La version à toit rigide est appelé MX-5 Miata Power Retractable Hard Top, comme au Canada.
L'édition spéciale Troy Lee Designs MX-5 (2005) est présenté au SEMA 2005, la Troy Lee Designs MX-5 NC était un modèle unique doté d'une peinture argent/noir personnalisée par L&G Enterprises, d'un kit carrosserie avec couvercle de toile conçu par Keith Dean, de jantes Volk Racing de 18 pouces, de freins Wilwood et d'une garniture intérieure en cuir noir/rouge personnalisée par Stitchcraft.
Le pack MS-R (2007) (Motor Sport-Racing) a été spécialement conçu pour améliorer les performances sur circuit de la MX-5 en compétition sur route (Sports Car Club of America, SCCA) Showroom Stock B (SSB) et en autocross (C-Stock). Ce pack MS-R est basé sur le modèle SV MX-5, déjà équipé d'un moteur MZR quatre cylindres de 2,0 litres développant 166 ch, d'une boîte manuelle à cinq rapports et de freins à disque aux quatre roues. Il comprend également un différentiel à glissement limité, une barre de renfort pour tourelle d'amortisseur avant, un renfort de châssis sous la carrosserie, des jantes alliage de 17 pouces, des amortisseurs Koni, des barres stabilisatrices avant et arrière spécifiques à la compétition, des ressorts à raideur accrue pour une hauteur de caisse plus basse et un becquet arrière.
En 2008, Mazda lance une MX-5 Special Edition avec une carrosserie Bleu Glacier et une capote exclusive Brun Selle Foncé, ainsi qu'un volant, des sièges et un levier de frein à main en cuir assortis avec surpiqûres bleues. Cette Speciale Edition est également dotée d'un pommeau de levier de vitesse argenté, d'un tableau de bord argenté foncé avec touches chromées, de jantes alliage spéciales de 17 pouces, de seuil de portes en acier inoxydable, d'enjoliveurs de phares avant chromés, ainsi que d'une calandre et de phares antibrouillard. La Speciale Edition 2008 est limitée à 105 exemplaires équipés du toit rigide au Canada et à 750 exemplaires avec capote souple aux États-Unis
À partir du restylage de 2008 Le 2,0 L développe 167 ch à 7 000 tr/min et 190 N⋅m à 5 000 tr/min pour la transmission manuelle à 5 rapports, 158 ch à 6 700 tr/min avec rupteur à 7 200 tr/min et 190 N⋅m à 5 000 tr/min pour la transmission automatique.
Limitée à 750 exemplaires aux États-Unis, la Special Edition (2011) est proposée uniquement en version toit rigide. Les véhicules sont disponibles en gris mica dauphin ou noir mica scintillant, avec intérieur cuir gris, amortisseurs Bilstein et différentiel à glissement limité.
La MX-5 Miata Special Edition (2012) est une version limitée (450 unités) de la MX-5 Miata 2012 destinée au marché américain avec toit rigide noir uniquement, deux nouvelles couleurs de carrosserie (hors toit) (Pearl White et Velocity Red), de nouvelles jantes en alliage noir bronze de 17 pouces, des accents extérieurs noirs, des sièges en cuir chauffants noirs et des finitions intérieures noir piano, une transmission manuelle à 6 vitesses avec levier de vitesses à course courte ou une transmission automatique Sport à 6 vitesses avec palettes de changement de vitesse montées sur le volant, des packs Premium et Suspension. Le véhicule a été dévoilé au Salon de l'auto de Chicago 2012.
Lors du troisième restylage (NC FL2) La finition Touring américaine a été remplacée par la finition Club, avec l'ajout de phares noirs, de coques de rétroviseurs noirs, de jantes alliage 17x7 pouces couleur canon de fusil, d'amortisseurs Bilstein, d'un différentiel à glissement limité, d'une garniture de tableau de bord couleur carrosserie, de sièges en tissu noir à surpiqûres rouges, d'autocollants MX-5 et de séparateurs aérodynamiques avant et arrière plus prononcés. Les couleurs de la nouvelle finition Club étaient limitées au Rouge Vrai, au Noir Brillant, au Blanc Cristal Nacré et au Argent Liquide Métallisé. Deux choix de capotes sont proposés : capote en tissu noir ou PRHT noir.

#### Japon
Au Japon, à partir de cette génération, la voiture n'est plus conforme à la dimension de largeur extérieure maximale de la loi japonaise pour la catégorie fiscale des véhicules de taille moyenne, ce qui rend les acheteurs japonais responsables de coûts supplémentaires de possession. La version à toit rigide est appelé Roadster Power Retractable Hard Top. Le modèle japonais restylé (NC FL) est mis en vente à partir du 9 décembre 2008 chez les concessionnaires Mazda et Mazda Anfini.
La Roadster 20th anniversary (2009) est basé sur la version à toit souple avec boîte manuelle à six rapports et le modèle à toit rigide rétractable électrique avec boîte automatique à six rapports, destinés au marché japonais, commémorant les 20 ans du Mazda Roadster. L'équipement de cette série spécial comprends des sièges baquets sport Recaro (Alcantara noir et cuir rouge), des badges exclusifs « 20th anniversary » sur chaque aile latérale, des phares antibrouillard avant et des jantes noir et argent, des pneus 205/45R17 84 W avec des jantes en aluminium de 17 pouces (équipement de série sur le modèle de base à toit souple), une barre anti-rapprochement (équipement de série sur le modèle de base à toit souple), une capote en tissu avec lunette arrière en verre (modèle à toit souple uniquement), des sièges chauffants à cinq réglages de température (équipement de série sur le modèle de base à toit rigide) et un rembourrage moelleux en similicuir sur les accoudoirs de porte et le couvercle de la console centrale (équipement de série sur le modèle de base à toit rigide).
Les modèles Mazda Roadster BLACK TUNED sont une édition spéciale basés sur les modèles à toit rigide rétractable motorisé, équipé du moteur 2,0 litres à double arbre à cames en tête et d'une boîte manuelle à six rapports, et de la boîte automatique à six rapports à commande électronique. Conçus pour le marché japonais, ils comportent les améliorations suivantes :
- Toit rigide rétractable électrique (noir brillant)
- Jantes en alliage de 17 pouces (Gun Metallic)
- Garniture de calandre avant (noir brillant)
- Rétroviseurs extérieurs (noir brillant)
- Garniture de barre de dossier de siège (noir brillant)
- Sièges en cuir noir (avec coutures couleur sable)
- Garniture de porte noire (avec coutures couleur sable)
- Panneau décoratif (noir piano)
- Volant gainé de cuir (avec surpiqûres couleur sable et enjoliveurs d'interrupteurs noir piano)
- Levier de frein de stationnement gainé de cuir (avec coutures couleur sable)
- Feux antibrouillard avant (transparents) et enjoliveurs de feux antibrouillard (noirs)
- Poignées de porte extérieures (couleur carrosserie)
- Système audio Bose AUDIOPILOT2 et sept haut-parleurs (pas d'unité principale)
- Pommeau de levier de vitesse gainé de cuir (avec anneau chromé)
- Coussinets souples sur les accoudoirs des garnitures de portes latérales (cuir synthétique)
- Coussin souple sur le couvercle de la console centrale (cuir synthétique)
- Sièges chauffants (avec cinq réglages de température)
- Barre antiroulis avant

Les options installées en usine comprenaient un chargeur de CD 6 disques avec radio AM/FM, lecteur MP3/WMA et prise AUX. Les couleurs de carrosserie extérieures disponibles étaient le Vert Fougueux Métallisé (exclusif), le Rouge Velocité Mica (exclusif) et le Blanc Perle Cristal Mica (couleur de carrosserie spéciale).
Les véhicules ont été mis en vente en octobre 2011 et sont disponibles chez les concessionnaires Mazda et Mazda Anfini.

#### Royaume-Uni
Au Royaume-Uni, Le modèle britannique de la série spéciale 20th Anniversary (2010) représente 32 % de la production totale de cette édition limitée (environ 600 unités sur les 2000), basé sur la 1.8 à toit souple. Elle est équipée de jantes alliage 17 pouces à 10 branches avec finition argentée exclusive, de phares antibrouillard avant, de garnitures chromées autour de la calandre, et des phares antibrouillard, d'arceaux de sécurité couleur carrosserie et d'une barre anti-rapprochement. À l'intérieur, la plaque de seuil en acier inoxydable arbore un logo «20th Anniversary» unique et un numéro d'édition limitée, des tapis de sol haut de gamme siglés «20th Anniversary», un tableau de bord couleur carrosserie, un pédalier en aluminium, la climatisation manuelle, un volant, un pommeau de levier de vitesses et un levier de frein à main gainés de cuir; un système audio radio/CD compatible MP3 avec six haut-parleurs, des commandes au volant et une prise auxiliaire pour MP3 et iPod. Les couleurs de carrosserie disponibles sont le rouge, le blanc et le bleu. Les couleurs True Red, Crystal White Pearlescent et Aurora Blue Mica étaient proposées à 395 £.
La MX-5 Miyako (2010) est une édition limitée de la MX-5 Soft-Top Cabriolet, disponible en deux versions : la MX-5 1.8i Miyako et la 2.0i Miyako. Chaque modèle a été produit à 500 exemplaires. La 1.8i Miyako est équipée d'un moteur MZR 1.8 litre et d'un toit rigide rétractable motorisé, tandis que la 2.0i Miyako est propulsée par le moteur MZR 2,0 litres. Elle est conçue pour le marché britannique afin de commémorer les 20 ans de production de la MX-5. Le pack Miyako comprend des garnitures en cuir noir perforé haut de gamme Medici avec sous-couche et surpiqûres rouges, un badge spécial, des tapis de sol et la climatisation. L'extérieur comprend des phares antibrouillard avant, des jantes alliage de 17 pouces plus grandes, une barre de suspension avant et une peinture métallisée (Aluminium Silver Metallic sur la 2.0i Miyako et Velocity Red Mica sur la 1.8i Miyako). Les deux modèles Miyako sont également équipés du verrouillage centralisé à distance, d'un volant gainé de cuir avec commandes audio, d'un système audio compatible MP3 avec six haut-parleurs et prise auxiliaire, de rétroviseurs et de vitres avant électriques chauffants, ainsi que d'une alarme Thatcham de catégorie 1 avec antidémarrage. La Miyako 2.0i est également équipée d'un différentiel à glissement limité, du contrôle dynamique de stabilité et du contrôle de traction.
La MX-5 Sport Black est une édition limitée de la MX-5 à toit rigide rétractable motorisé avec un moteur MZR-2,0 L de 160 ch et un pack Sport Tech, inspiré de la voiture de course Mazda MX-5 GT et conçue pour le marché britannique. 500 exemplaires ont été produits. Elle comprend un toit rigide rétractable motorisé Brilliant Black, un intérieur en cuir noir avec surpiqûres contrastées couleur «sable», un volant et un panneau décoratif Piano Black, un badge extérieur exclusif «Black Limited Edition», une plaque intérieure numérotée unique et des tapis de sol Limited Edition, ainsi que des jantes alliage 17 pouces «gun metal» foncées et un différentiel à glissement limité. Les couleurs de carrosserie disponibles comprenaient le Spirited Green métallisé, le Crystal White Pearlescent et le Velocity Red mica.
Le véhicule a été mis en vente à la mi-juillet 2011.
La MX-5 Venture Edition est une version limitée (250 exemplaires toit souple, 550 exemplaires Roadster Coupé) de la Mazda MX-5 avec moteur 1.8 MZR toit souple (SE) et moteur 2.0 MZR Roadster Coupé (Sport Tech) destinée au marché britannique. Elle comprend des sièges chauffants en cuir Havana Brown, un volant et un frein à main gainés de cuir avec surpiqûres grises contrastantes, des garnitures de porte assorties, la climatisation, des touches de noir piano sur le tableau de bord, un pédalier en alliage, un régulateur de vitesse, un système de navigation par satellite Sanyo TomTom, un choix de trois couleurs de carrosserie (Metropolitan Grey Mica, Ebony Mica, Crystal White Pearlescent), le contrôle dynamique de stabilité (DSC), un système antipatinage (TCS) et un différentiel à glissement limité (Roadster Coupé uniquement).
La MX-5 Kuro Edition est une version limitée (200 exemplaires en version cabriolet, 400 exemplaires en version Roadster Coupé) des MX-5 1.8i SE 126 ch à toit souple et 2.0i Sport Tech Roadster Coupé 160 ch, destinées au marché britannique. La version cabriolet et la version Roadster Coupé étaient équipées respectivement de boîtes manuelles à 5 et 6 rapports. Elles comportaient un pare-chocs arrière sport de type diffuseur, un échappement sport de plus grand diamètre, des graphismes extérieurs uniques inspirés des voitures de course, des détails noirs autour de la calandre et des phares antibrouillard avant, ainsi qu'un badge exclusif «Kuro Edition», des sièges chauffants en cuir Stone et Black, des inserts de porte en cuir Stone avec surpiqûres rouges contrastantes, un panneau décoratif intérieur argenté avec des touches de rouge, un pédalier en alliage, des tapis de sol haut de gamme avec logo inspiré de la course et la climatisation. Kuro signifie noir en japonais. Les véhicules ont été mis en vente en juillet 2012.
L'écurie Brodie Brittain Racing (BBR) de Brackley, en Angleterre, propose une édition Mazda MX-5 GT270 (2013) limitée à100 exemplaires modifiées avec un turbocompresseur à échangeur d'air, un calculateur reprogrammé et des suspensions améliorées. Disponible sur les modèles Sport Tech Roadster Coupé 2,0 litres, ce pack porte la puissance à 268 ch. La vitesse de pointe est limitée à 240 km/h, avec un 0 à 97 km/h (0 à 60 mph) abattu en 4,9 secondes. Au lancement, le prix du pack, voiture comprise, est de 29 995 £, avec une garantie de 12 mois,.
La Jota MX-5 GT (2013) est une version de série du concept-car MX-5 GT de 2012, construite dans le Kent par Jota Sport. Commercialisée en mars 2014, elle était disponible exclusivement chez Lodge Garage, concessionnaire agréé Mazda, au Royaume-Uni. Basé sur le Sport Tech Roadster Coupé 2013, il comprend un moteur à essence Mazda 2,0 litres atmosphérique modifié développant 203 ch, un calculateur reprogrammé, une transmission manuelle à 6 rapports, une suspension abaissée réglable, un séparateur avant en fibre de carbone, un diffuseur arrière en fibre de carbone, un becquet de coffre en fibre de carbone, un système d'échappement sport avec deux sorties d'échappement centrales, des montants A, des panneaux de toit et des coques de rétroviseurs noirs brillants, des phares noirs brillants, des jantes en alliage anthracite de 17 pouces, des autocollants latéraux «Jota», des sièges sport Recaro chauffants avec cuir et Alcantara, des housses de barre anti-roulis noires brillantes, des pédales en aluminium percées, des tapis de sol « Jota » et une plaque d'identification unique. Avec un temps de sprint de 0 à 97 km/h (0 à 60 mph) de 6,4 secondes, il a réduit de 1,5 seconde le temps de la voiture standard. Chaque voiture était accompagnée de la garantie Mazda standard de trois ans avec un service après-vente dans tout le réseau de concessionnaires Mazda. Seulement quatre exemplaires ont été produits : deux voitures de presse et deux exemplaires de série. Depuis, les deux voitures de presse ont été reconverties en éditions Recaro. Au prix de 29 995 £ et avec une disponibilité limitée, seulement 2 unités existent aujourd'hui.

### Concept

#### Mazda Ibuki (2003)
Le concept Mazda Ibuki de 2003 a servi d'aperçu du nouveau modèle NC.

#### MX-5 Concept Roadster Kurenai (2007)
Présenté au Salon de l'auto de Tokyo 2007, le Concept Roadster Kurenai était un modèle PRHT de couleur Radiant Ebony avec des accents chromés, des jantes en alliage personnalisées de 17 pouces et un intérieur en cuir rouge et alcantara.

#### MX-5 Superlight version (2009)
Pour célébrer les 20 ans de production de la MX-5, Mazda présente au salon de Francfort de 2009 le concept car « MX-5 Superlight version ». Le prototype a été réalisé à partir d'une MX-5 NC FL 1,8 L 126 ch de série par le centre de recherche et développement européen de Mazda situé à d'Oberursel en Allemagne. Pour cette voiture dépourvue de pare-brise, et fabriquée à partir de matériaux légers pour améliorer les performances, la maniabilité, la consommation et les émissions de CO₂, le poids est ramené de 1 080 à 995 kg permettant d'améliorer les performances du moteur 1,8 litre : le 0 à 100 km/h est effectué en 8,9 secondes au lieu de 9,9 secondes pour le modèle de série.
Elle est équipée d'une boîte manuelle à 5 rapports, d'une suspension avant à double triangulation et arrière multibras, d'amortisseurs monotubes Bilstein, de pneus 205/45R17, de disques de frein avant ventilés de 300 mm et de disques de frein arrière pleins de 280 mm. La « Superlight » pèse 1 000 kg, soit 59 kg de plus que la MX-5 de première génération.

Concept car MX5 Superlight (2009)
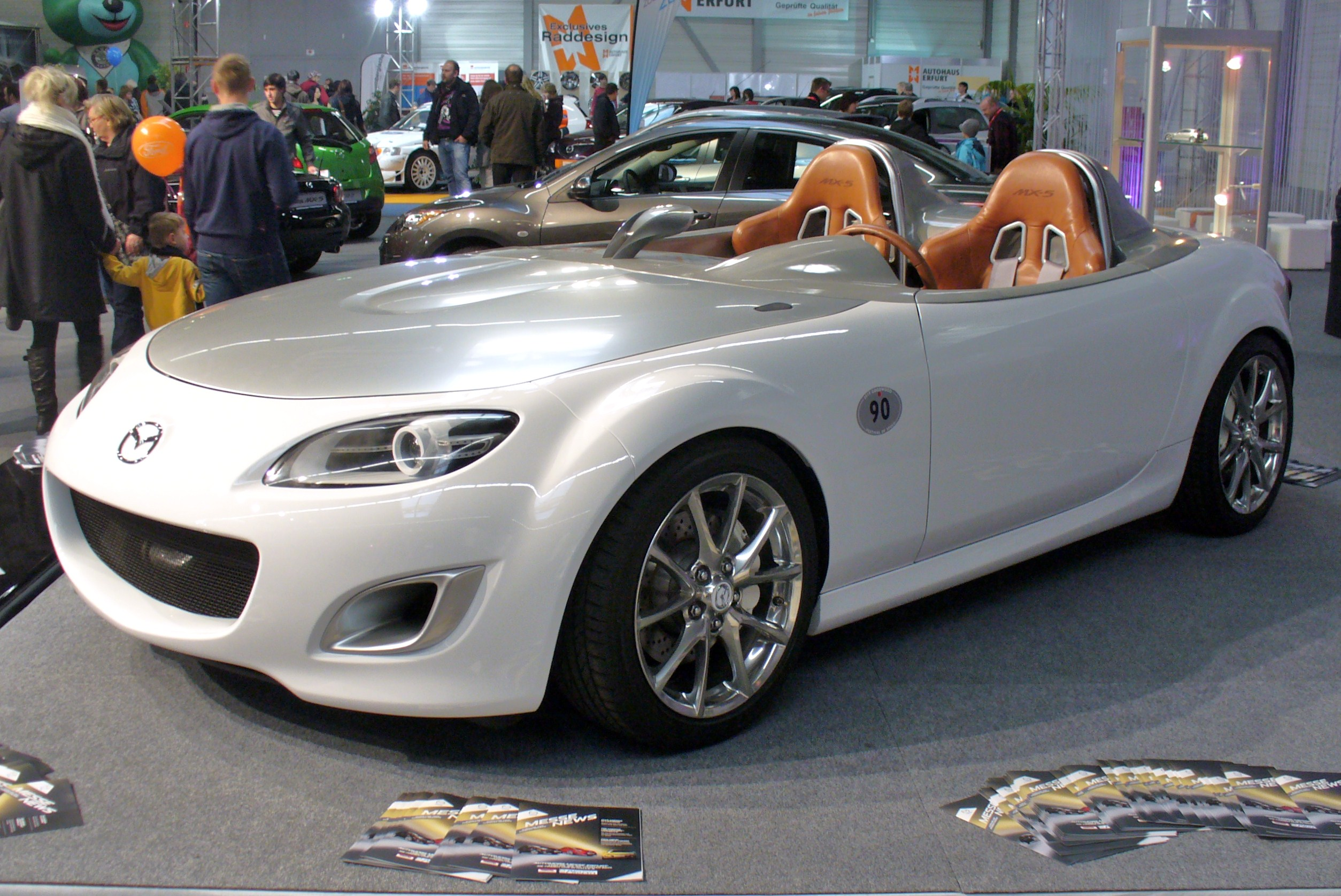
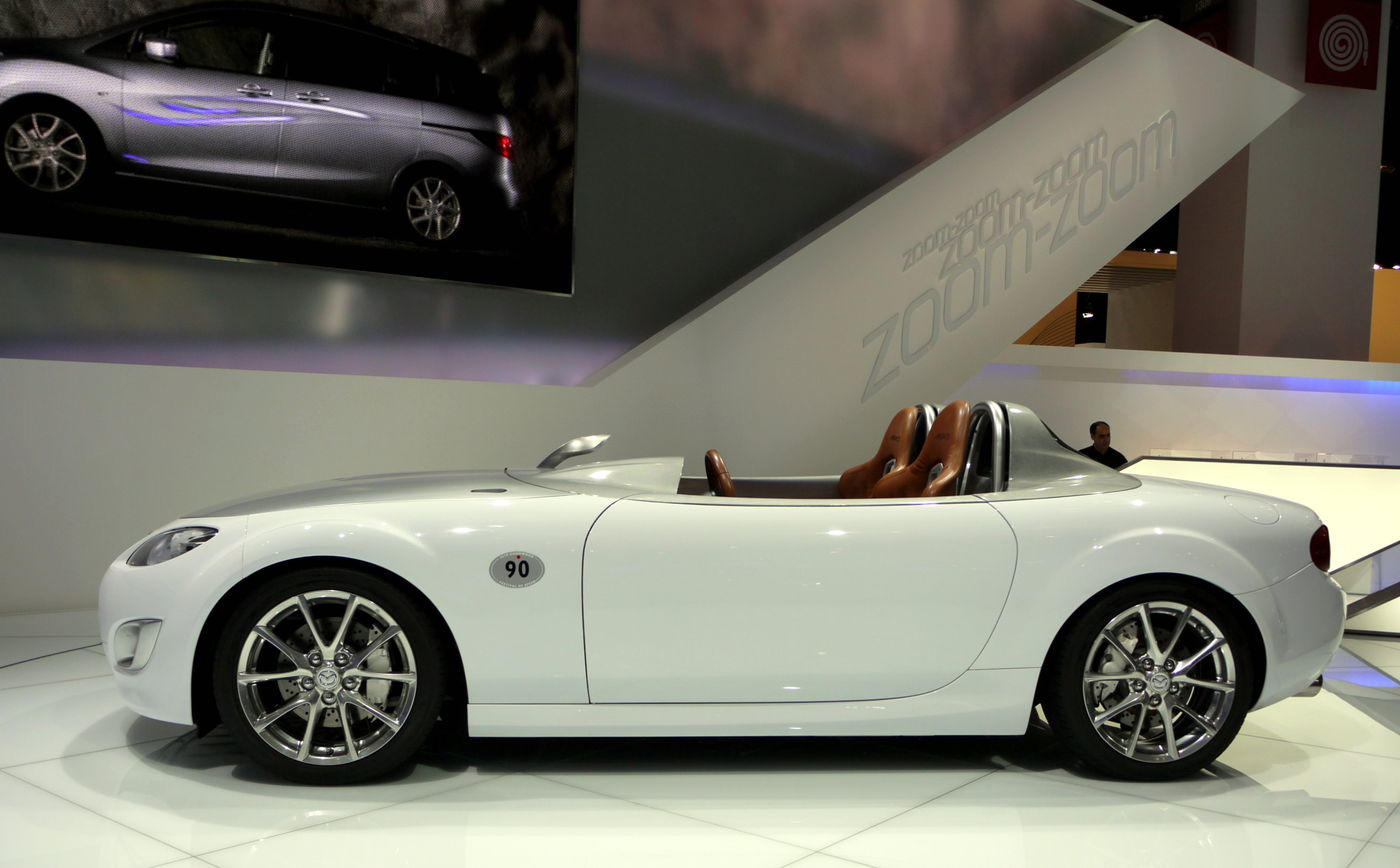
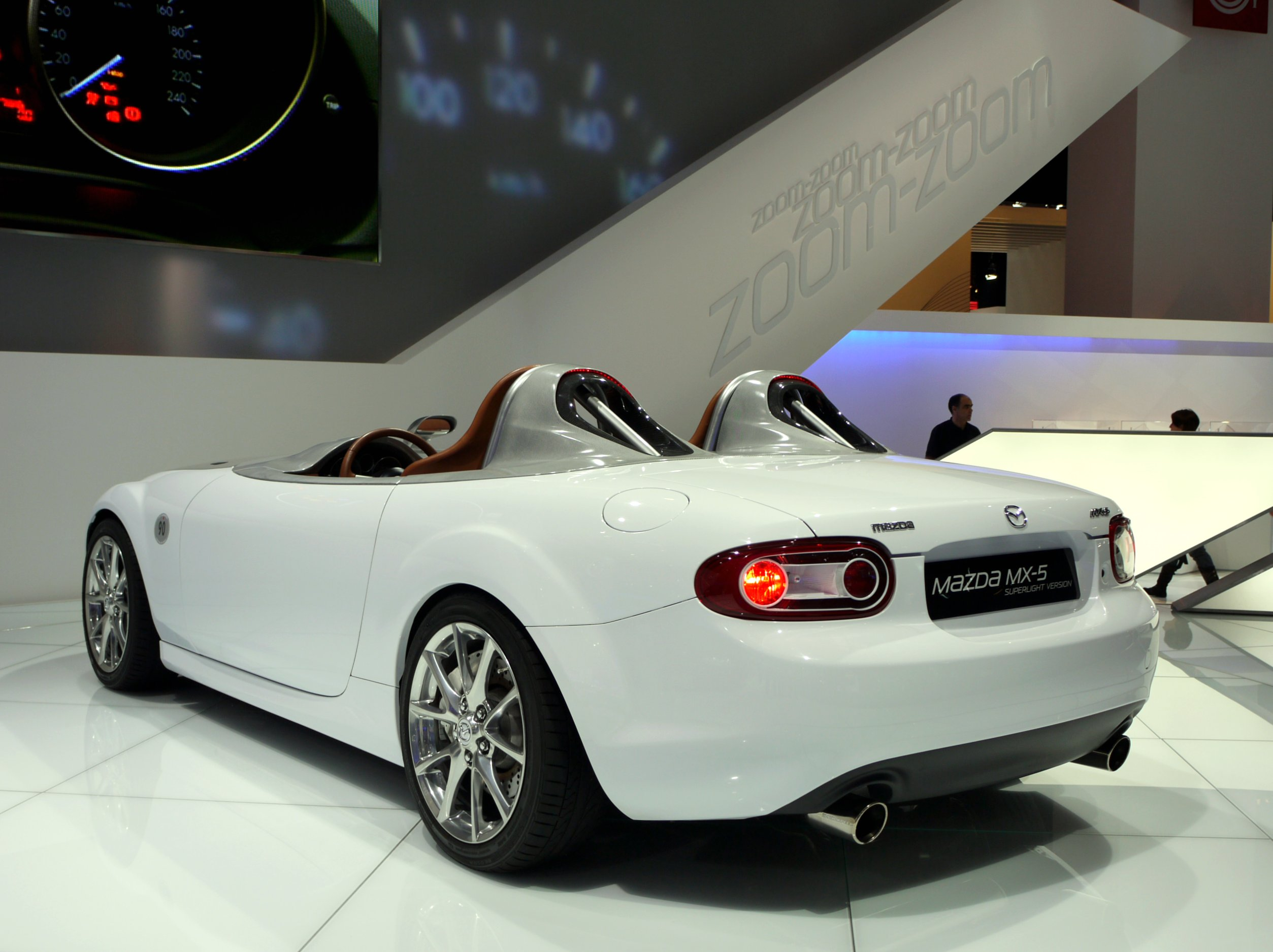
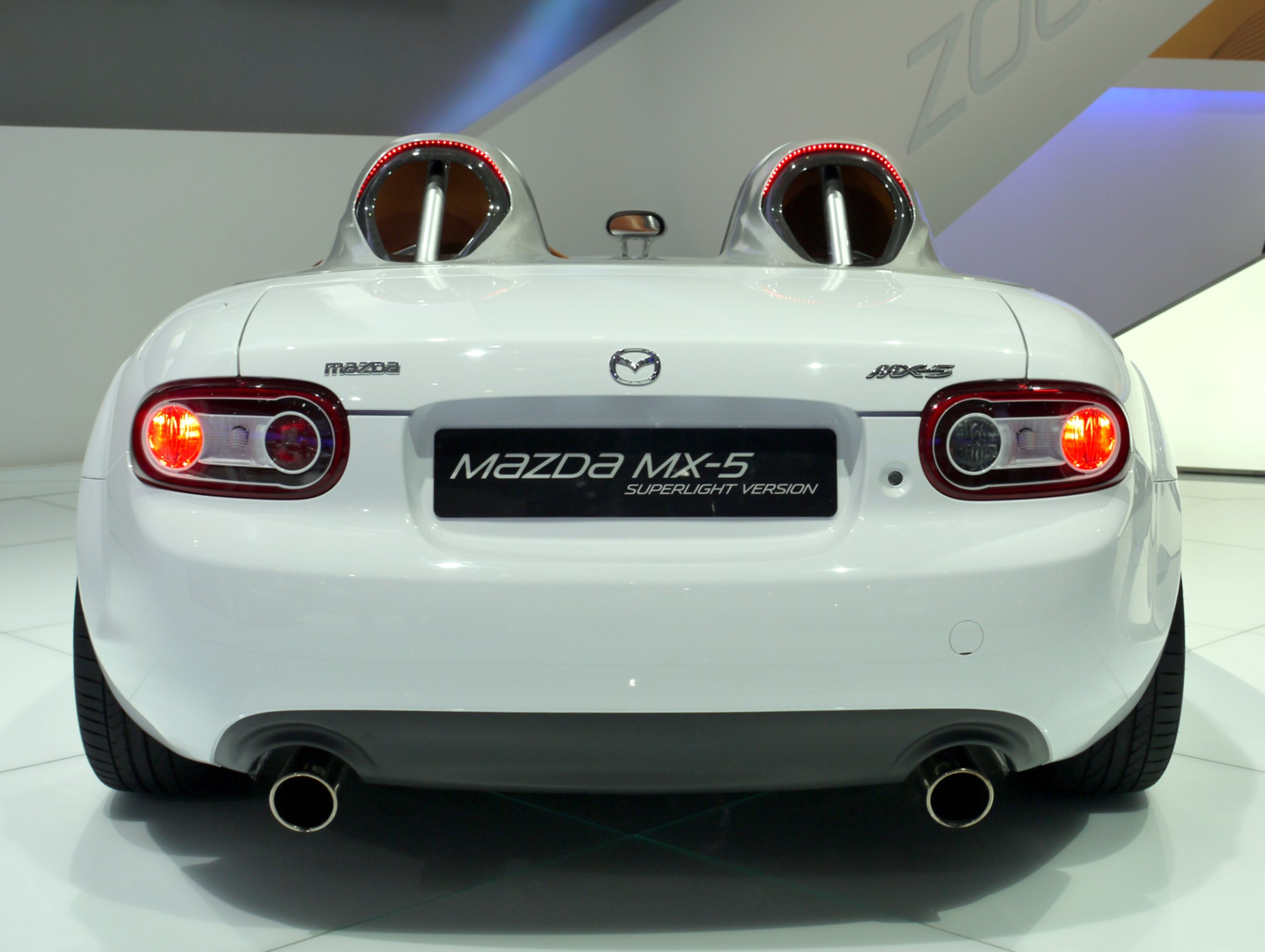
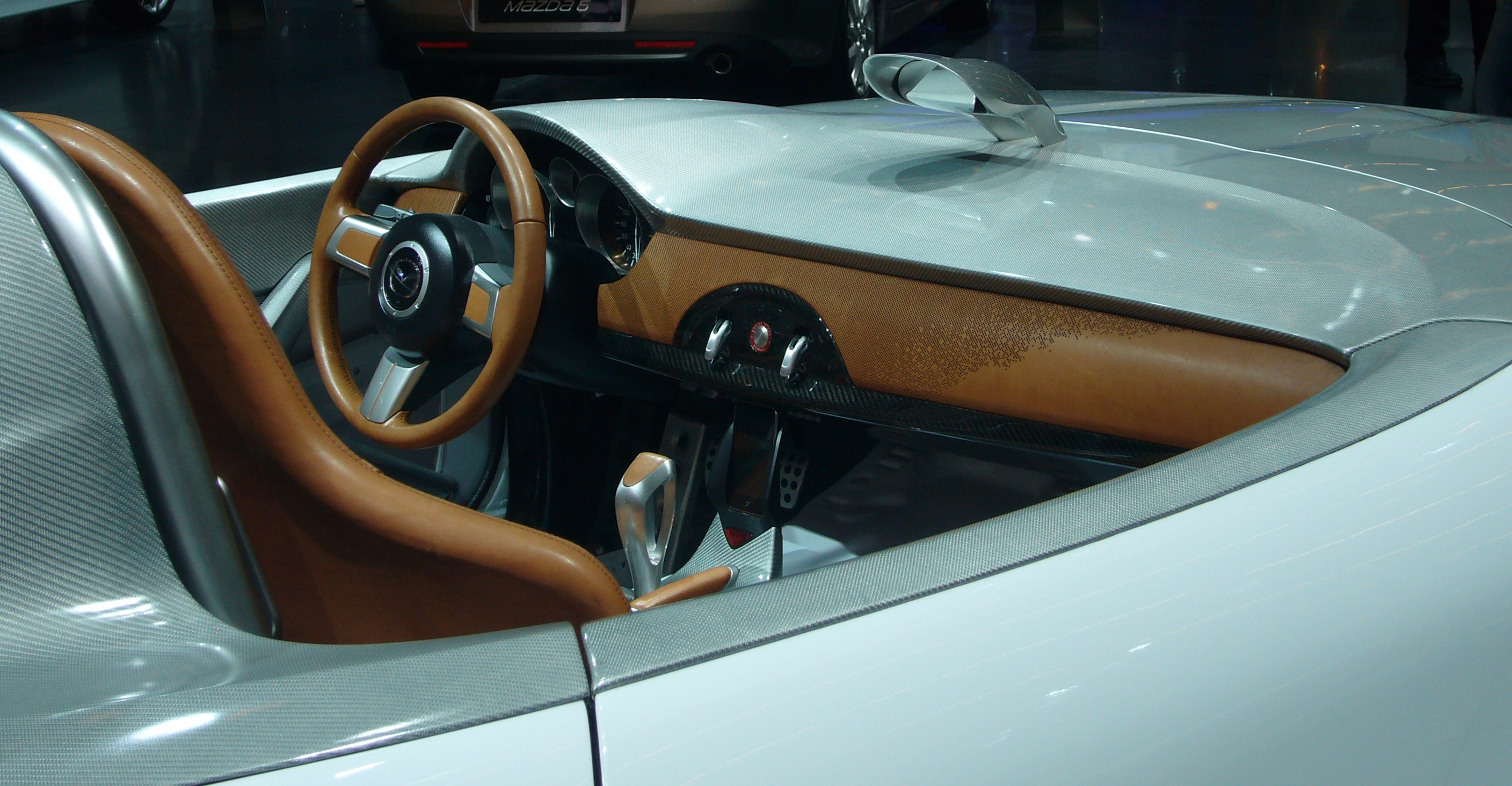

#### MX-5 Super20 (2010)
Dévoilée au salon SEMA 2010, la MX-5 Super20 est un concept équipée d'un calculateur reprogrammé DPTune avec un moteur Cosworth suralimenté, d'un embrayage ACT, d'amortisseurs à ressorts MAZDASPEED et d'un renfort de coupelle d'amortisseur, ainsi que de barres antiroulis creuses Racing Beat. Elle est également équipée de freins StopTech, de disques de frein SpeedSource et de jantes Enkei de 16 pouces.

#### MX-5 Spyder (2011)
La MX-5 Spyder est un concept présenté au SEMA Shox 2011 de MX-5 à toit souple conçue par Mazda North American Operations et Magna Car Top Systems. Elle comprend une capote rouge grenadine à panneau unique fabriquée par Haartz Corporation, une carrosserie inférieure couleur Stratosphere White, des jantes Yokohama AO48 225/45R17 Performance avec jantes ADVAN RS de 17 pouces à 10 branches couleur Gun Metal Metallic, un moteur MZR 2,0 litres turbocompressé alimenté par l'isobutanol de BP, une batterie de compétition lithium-ion fabriquée par Braille Battery, un collecteur d'échappement Racing Beat, un kit de ressorts hélicoïdaux MAZDASPEED, des freins Brembo, des sièges en cuir noir Saddle tanné avec des touches de cuir Aqua et des inserts en daim Coal Ash, des garnitures de portières et de tableau de bord couleur Spider Silk Grey Metallic, un intérieur noir, des tapis de sol personnalisés par Star West et un levier de vitesses MAZDASPEED à course courte.

#### MX-5 Super20 (2011)
La MX-5 Super20 est un concept présenté eu SEMA Show 2011 et comprend une carrosserie de couleur Hyper Orange Mica, un toit rigide noir brillant fixe avec des bandes orange assorties, un arceau de sécurité de couleur assortie, des sièges en cuir noir avec des inserts de siège en daim et des coutures contrastées orange, un ECU retravaillé par DPTune, un collecteur et un échappement en acier inoxydable Racing Beat 304, des barres anti-roulis avant et arrière creuses Racing Beat, un embrayage ACT, des combinés filetés MAZDASPEED et un renfort de coupelle d'amortisseur, des disques de frein fendus Power Slot, des conduites de frein en acier inoxydable StopTech et des plaquettes de frein performance, des conduits de frein avant SpeedSource, des jantes de course noires Enkei RPF1 à doubles branches de 16 pouces, des pneus hautes performances Toyo Proxes RA-1 245/45ZR16, des entretoises de roue boulonnées H&R Track+ de 20 mm à l'arrière et des entretoises de roue Sparco de 15 mm à l'avant.

#### MX-5 Roadster BLACK TUNED-2012
Le Mazda Roadster BLACK TUNED-2012 est basé sur le Mazda Roadster BLACK TUNED, mais avec des jantes en alliage léger BBS, des amortisseurs réglables en hauteur Bilstein, un système de freinage Brembo (peint en or pour l'avant) et des sièges Recaro. Elle est dévoilés au Salon de l'automobile de Tokyo 2012.

#### MX-5 Roadster NR-A 'Jimba-Ittai' (マツダ ロードスター NR-A «人馬一体号») (2012)
La Mazda Roadster NR-A 'Jimba-Ittai' (マツダ ロードスター NR-A «人馬一体号») est une voiture de course équipée de jantes en alliage Enkei de 16 pouces, de pneus Bridgestone de 16 pouces, d'amortisseurs Bilstein pour une hauteur de véhicule inférieure de 20 millimètres, de plaquettes de frein sans fin et Ceintures de sécurité TAKATA à quatre points. Concept également dévoilés au Salon de l'automobile de Tokyo 2012.

#### MX-5 Yusho (2012)
Présentée au Salon de l'automobile de Leipzig 2012, la MX-5 Yusho est une version limitée de la MX-5 avec un moteur à essence MZR suralimenté de 2,0 litres doté d'un kit de compresseur Flyin' Miata et de pistons Cosworth ainsi que de bielles d'une puissance de 241 chet 274 N⋅m à 5 450 tr/min, une vitesse de pointe de 240 km/h, un silencieux conçu individuellement avec de grandes sections transversales et des doubles sorties d'échappement centrales, une transmission manuelle à 6 rapports avec embrayage sport spécial et un rapport de transmission final plus court de 4,1, une suspension avec amortisseurs Bilstein, des barres stabilisatrices plus grandes et des ressorts d'abaissement d'Eibach Federn; Jantes alliage 8Jx17 gris anthracite avec pneus Toyo semi-slicks, film blanc mat et aileron arrière blanc, diffuseur arrière en fibre de carbone et jantes foncées, volant gainé de daim, sièges sport Recaro en cuir et alcantara. Yusho signifie victoire en japonais.

#### MX-5 GT Concept (2012)
La MX-5 GT est un concept-car inspiré du programme de course MX-5 GT et construit par Jota Sport, spécialiste des courses au Mans. Elle est propulsée par un moteur essence atmosphérique Mazda de 2,0 litres développant 205 ch. Elle comprend une transmission manuelle, une suspension réglable, un séparateur avant en carbone, un diffuseur arrière et un becquet de coffre, un système d'échappement sport avec sortie centrale, des sièges Recaro, des pneus slicks et des arceaux de sécurité couleur carrosserie derrière les sièges.
Le véhicule a été dévoilé au Festival of Speed de Goodwood 2012.

### Sport automobile
En août 2019, aux États-Unis, Mazda Motorsports et Winding Road Racing ont annoncé la Spec MX-5, une catégorie de course basée sur la MX-5 NC, conçue pour être une option abordable, technologique, fiable et agréable à conduire pour les pilotes de club. Les voitures de course de cette division sont équipées de culasses Roush Performance, d'amortisseurs Penske Racing, de ressorts et barres stabilisatrices Eibach, de plaquettes de frein Pagid, de pneus Toyo, etc., et affichent un poids à vide de 1 100 kg. La Spec MX-5 participent à certaines épreuves à partir de 2020.

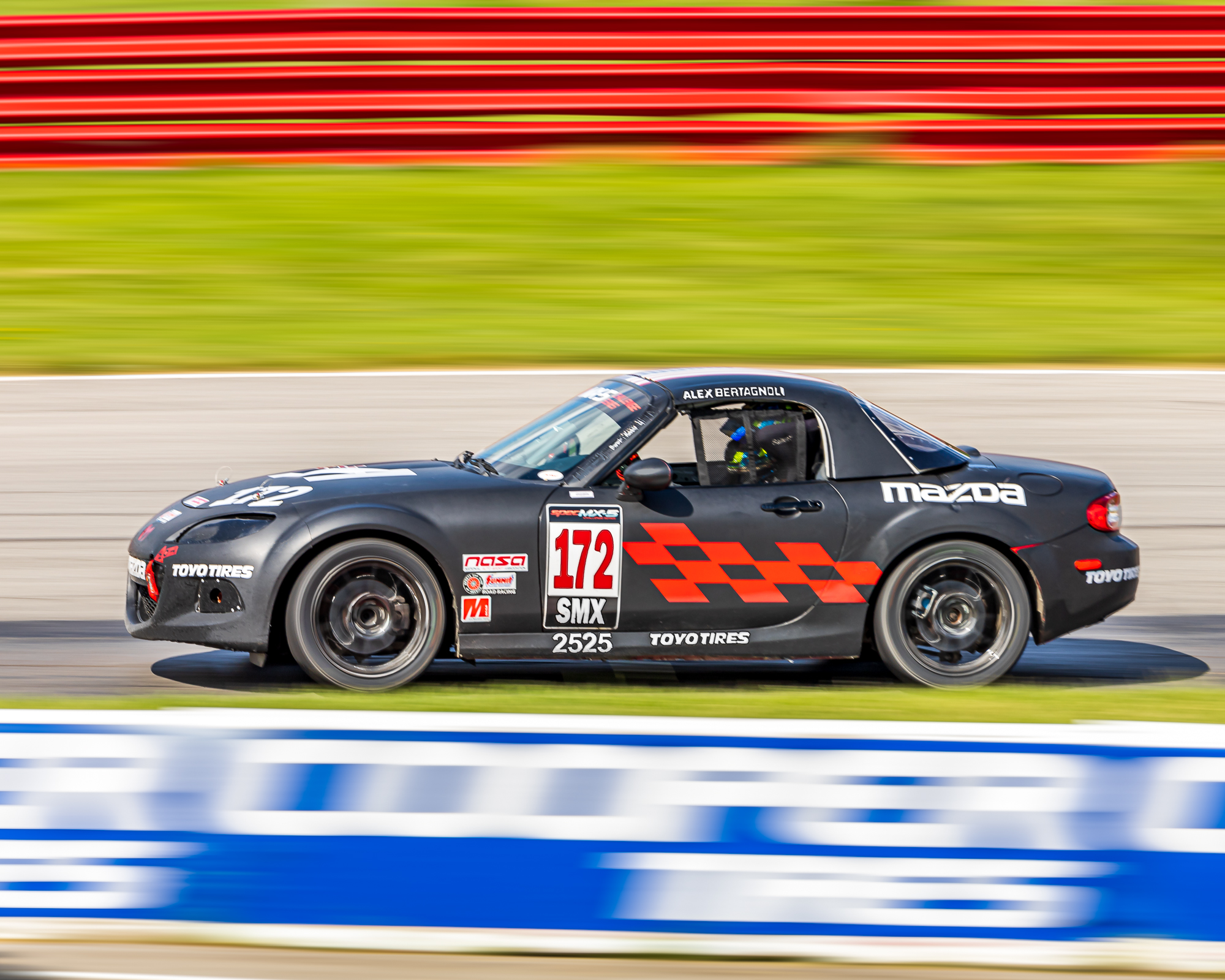
Mazda Spec MX-5 #172 d'Alex Bertagnoli

### Récéption
La MX-5 de troisième génération a reçu des critiques positives. Jeremy Clarkson, dans sa chronique «Driving» du Sunday Times, a écrit que la MX-5 «représente le meilleur rapport qualité-prix de toutes les voitures actuellement en vente en Grande-Bretagne». Il a ajouté : «Vous gaspillez votre argent dans une Mustang ou une Ferrari. En réalité, si vous recherchez une voiture de sport, la MX-5 est parfaite. Rien sur la route ne vous offrira un meilleur rapport qualité-prix. Rien ne vous procurera autant de plaisir. Si je lui donne cinq étoiles, c'est uniquement parce que je ne peux pas lui en donner 14.»
Sam Philip du magazine Top Gear a attribué à la voiture une note de sept sur dix, affirmant que «si vous avez besoin d'une propulsion rétro, la Mazda aimerait vous rappeler qu'elle a toujours son groove…»
Jack Baruth de Road & Track a salué la valeur des derniers modèles MX-5 NC pour leur fiabilité et leur prix abordable par rapport aux modèles NA et NB.

### Distinction
- Prix de la voiture de l'année 2005-2006 au Japon[35].
- Liste des 10 meilleurs voitures de Car and Driver de 2006 à 2013.
- Prix de la voiture mondiale de l'année 2006 : finaliste du prix «Voiture mondiale de l'année»[36].
- Prix du choix des lecteurs d'Autocar Indonesia 2012, Cabriolet préféré.
- Voiture d'occasion de l'année 2014 selon le magazine What Car? - Meilleure voiture de loisir.

## 4egénération - ND (2015-)
La Mazda MX-5 ND, la quatrième génération du roadster Mazda dévoilée au salon international de l'automobile de Genève 2015, est lancée en septembre. Elle est élue « World Car of the Year 2016 » (voiture mondiale de l'année 2016) à l'occasion du salon de New York en mars 2016.
Le constructeur japonais a souvent affirmé, comme Henry Ford ôtait son chapeau en voyant une Alfa Romeo, qu'il serait honoré de pouvoir, un jour, travailler avec le constructeur milanais. Grâce à un protocole signé le 23 mai 2012, ses vœux furent exaucés. Un accord de coopération entre le groupe Fiat SpA et Mazda fut officiellement signé le 18 janvier 2013 qui verra les deux constructeurs allier leurs talents pour créer une nouvelle génération de MX-5 avec le concours d'Alfa Romeo. Cette étude devant déboucher sur deux automobiles reposant sur la même plateforme mais avec des carrosseries et motorisations spécifiques.
En mars 2015, Fiat annonce que le modèle conçu en commun ne portera pas le nom Alfa Romeo mais Fiat qui prévoit de construire une version plus puissante sous la marque Abarth, ce sera la Fiat 124 Spider,. La nouvelle MX-5 sera présentée avant le modèle italien.
En 2015, elle a obtenu quatre étoiles aux tests Euro NCAP.

### Phase 2 (ND2)
Fin 2018, la MX-5 reçoit quelques retouches et une nouvelle motorisation plus puissante avec le moteur 2,0 litres 184 ch.

### Phase 3 (ND3)
Le 5 octobre 2023, le constructeur présente au Japon le restylage de la MX-5, qui reçoit de nombreuses modifications comparé aux phases précédentes, parmi elles : un nouveau bouclier avant avec le déplacement des feux diurnes dans les phares, de nouvelles optiques pour passer sur des feux LED, un nouvel infotainment, une amélioration visant à renforcer la durabilité du différentiel à glissement limité sur les versions 184 ch, une amélioration de la crémaillère de direction pour la rendre plus naturelle/lisse, un nouveau compte-tours, un rembourrage cuir sur la colonne centrale pour les Editions Exclusive-Line, Kazari et Homura, ou encore un rétroviseur intérieur sans bordures. Mazda annonce mettre fin à l’importation en Europe (CE uniquement) du moteur 2,0 L (184 ch) pour juin 2024, les commandes des modèles équipés sont arrêtées en février 2024.

### Motorisations

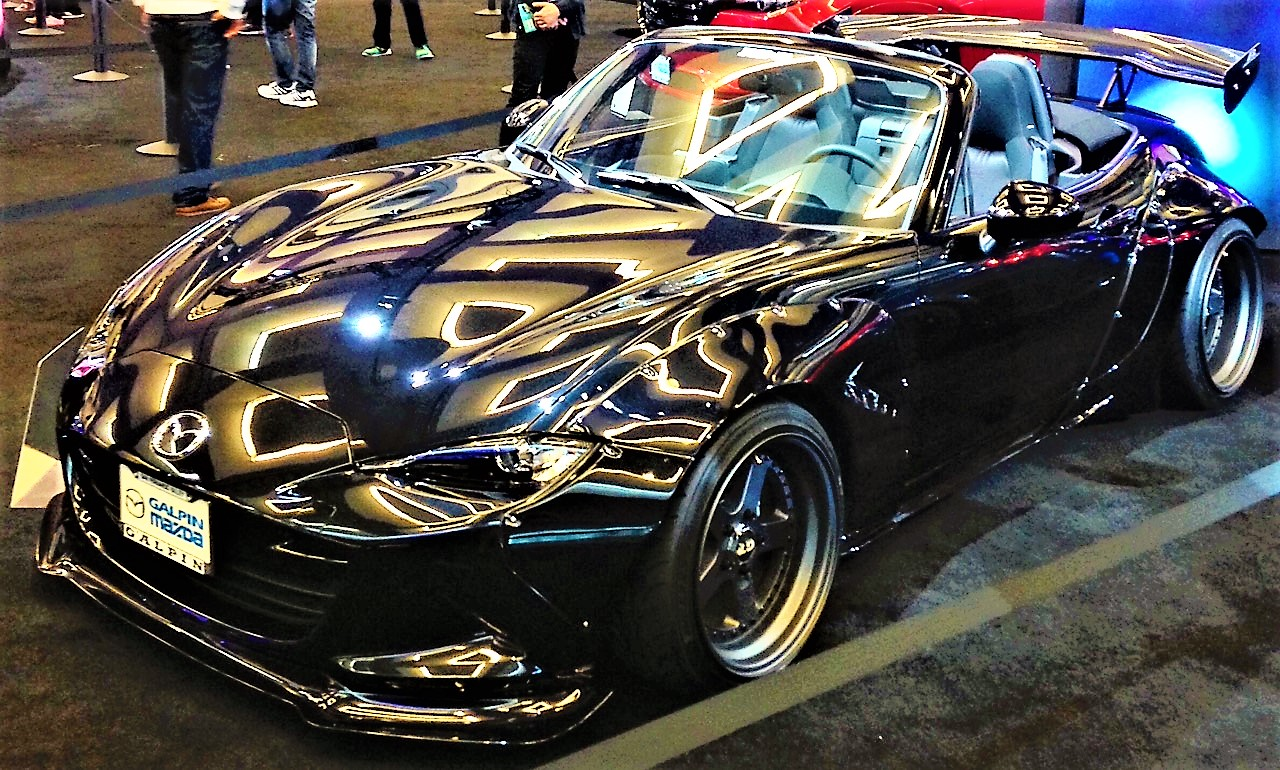
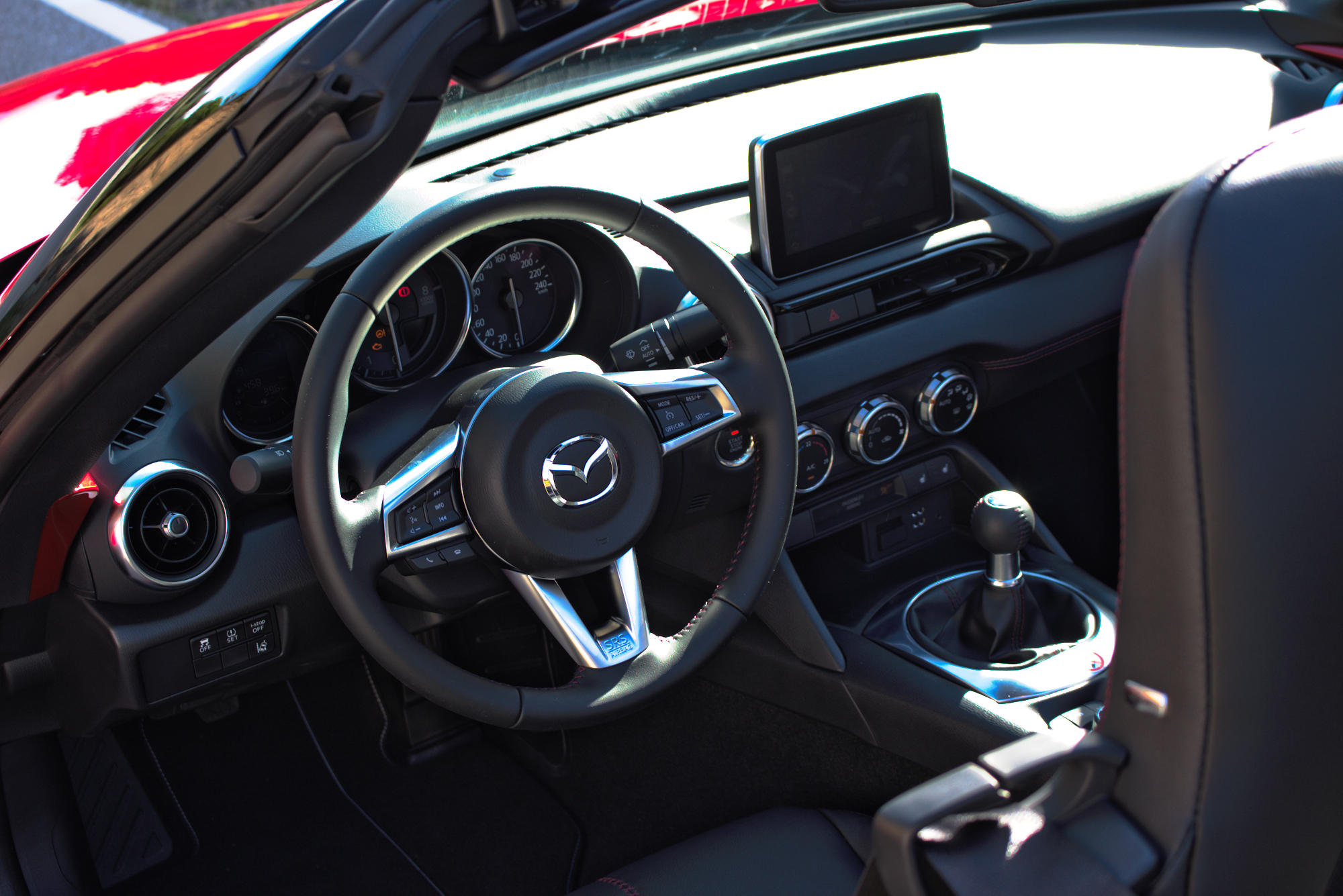
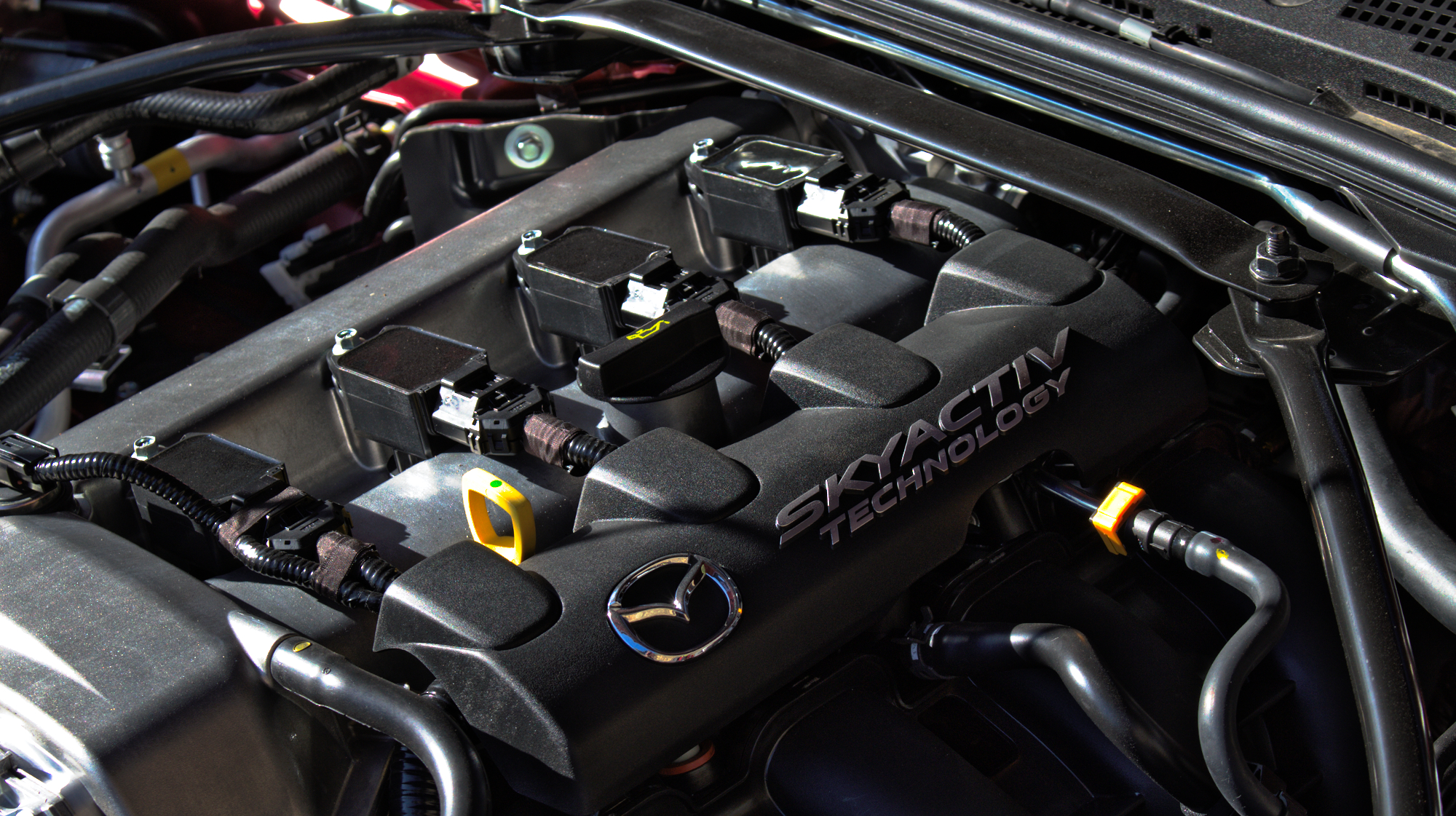

( )* : version RF à toit rétractable.
| Logo de Mazda              | Mazda MX-5                 | Mazda MX-5                 | Mazda MX-5                 | Mazda MX-5                    | Mazda MX-5                 | Mazda MX-5                    | Mazda MX-5                 | Mazda MX-5                    |
| Logo de Mazda              | 1.5 Skyactiv-G             | 1.5 Skyactiv-G             | 2.0 Skyactiv-G             | 2.0 Skyactiv-G                | 2.0 Skyactiv-G             | 2.0 Skyactiv-G                | 2.0 Skyactiv-G             | 2.0 Skyactiv-G                |
| Année                      | 2015                       | 2018                       | 2015                       | 2015                          | 2018                       | 2018                          | 2024                       | 2024                          |
| Moteur                     | 4-cylindres en ligne       | 4-cylindres en ligne       | 4-cylindres en ligne       | 4-cylindres en ligne          | 4-cylindres en ligne       | 4-cylindres en ligne          | 4-cylindres en ligne       | 4-cylindres en ligne          |
| Admission                  | Atmosphérique              | Atmosphérique              | Atmosphérique              | Atmosphérique                 | Atmosphérique              | Atmosphérique                 | Atmosphérique              | Atmosphérique                 |
| Cylindrée (cm3)            | 1 496                      | 1 496                      | 1 998                      | 1 998                         | 1 998                      | 1 998                         | 1 998                      | 1 998                         |
| Puissance maximale ch (kW) | 131 (96)                   | 132 (97)                   | 160 (118)                  | 160 (118)                     | 184 (135)                  | 184 (135)                     | 184 (135)                  | 184 (135)                     |
| au régime de (tr/min)      | 7 000                      | 7 000                      | 6 000                      | 6 000                         | 6 800 et 7 500             | 6 800 et 7 500                | 6 800 et 7 500             | 6 800 et 7 500                |
| Couple maximal (N m)       | 150                        | 152                        | 200                        | 200                           | 205                        | 205                           | 205                        | 205                           |
| au régime de (tr/min)      | 4 800                      | 4 000                      | 4 600                      | 4 600                         | 4 000                      | 4 000                         | 4 000                      | 4 000                         |
| Boîte de vitesses          | Manuelle 6 rapports (BVM6) | Manuelle 6 rapports (BVM6) | Manuelle 6 rapports (BVM6) | Automatique 6 rapports (BVA6) | Manuelle 6 rapports (BVM6) | Automatique 6 rapports (BVA6) | Manuelle 6 rapports (BVM6) | Automatique 6 rapports (BVA6) |
| Transmission               | Aux roues arrière          | Aux roues arrière          | Aux roues arrière          | Aux roues arrière             | Aux roues arrière          | Aux roues arrière             | Aux roues arrière          | Aux roues arrière             |
| Vitesse maximale (en km/h) | 204 (203)*                 | 204 (203)*                 | 214 (215)*                 | (194)*                        | 219 (220)*                 |                               | 219 (220)*                 |                               |
| 0-100 km/h (s)             | 8,3 (8,6)*                 | 8,3 (8,6)*                 | 7,3 (7,5)*                 | (8,5)*                        | 6,5 (6,8)*                 |                               | 6,5 (6,8)*                 |                               |
| Consommation (L/100 km)    | 7,9/4,9/6,0 (8,1/4,9/6,1)* |                            | 8,7/5,4/6,6 (8,7/5,4/6,6)* | (8,4/5,3/6,4)*                |                            |                               |                            |                               |
| Émissions de CO2 (g/km)    | 139 (142)*                 |                            | 154 (154)*                 | (149)*                        | 155 (155)*                 | (171)*                        | 153 (153)*                 | (171)*                        |
| Masse à vide (kg)          | 975 (1 015)*               |                            | 1 015 (1 055)*             | 1 080                         | 1 030 (1 073)*             |                               | 1 030 (1 073)*             |                               |
| Capacité du réservoir (L)  | 45                         | 45                         | 45                         | 45                            | 45                         | 45                            | 45                         | 45                            |
| Norme environnementale     | Euro 6                     | Euro 6                     | Euro 6                     | Euro 6                        | Euro 6                     | Euro 6                        | Euro 6                     | Euro 6                        |

Aux États-Unis et au Canada, le 4-cylindres développant 181 chevaux.

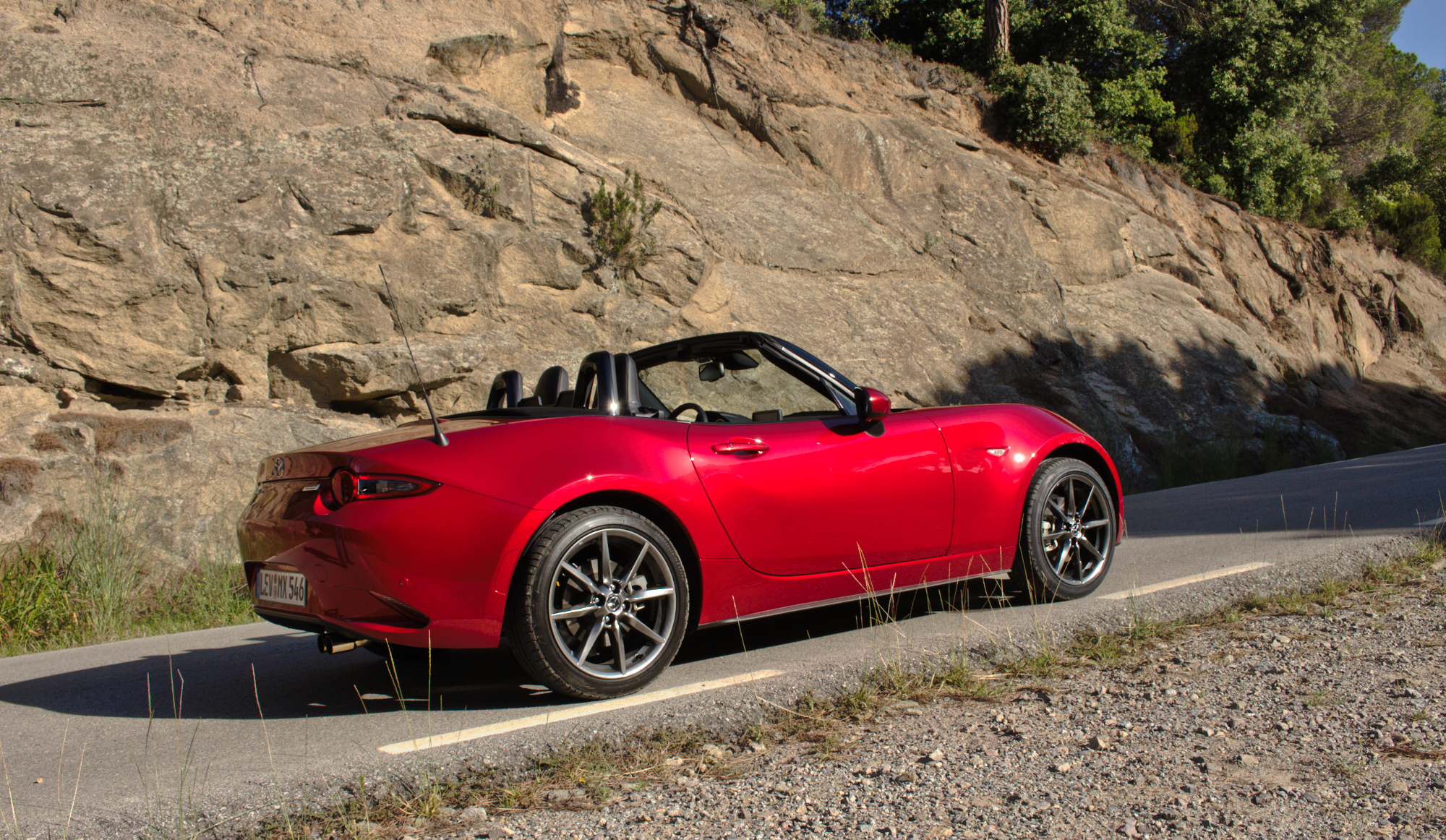
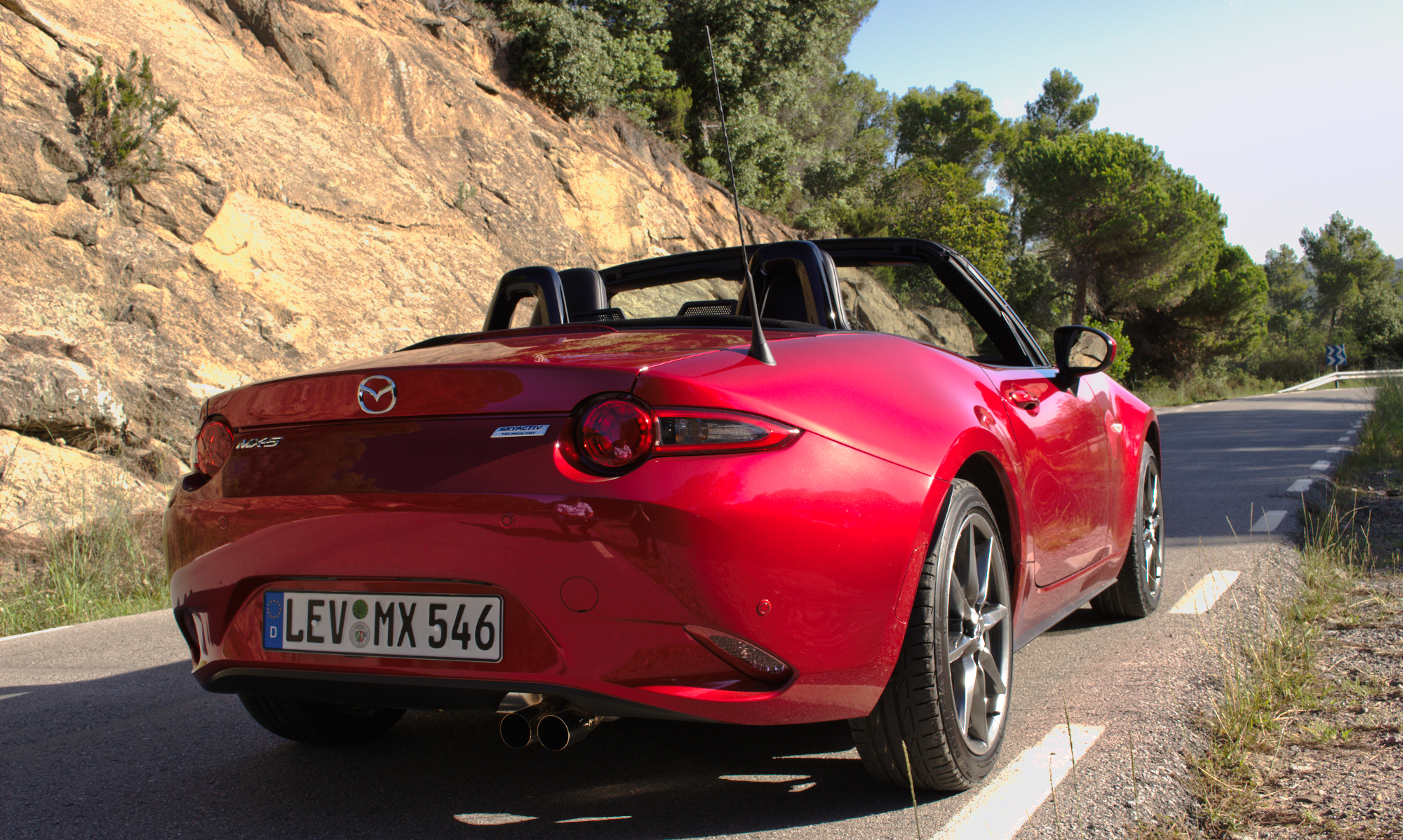
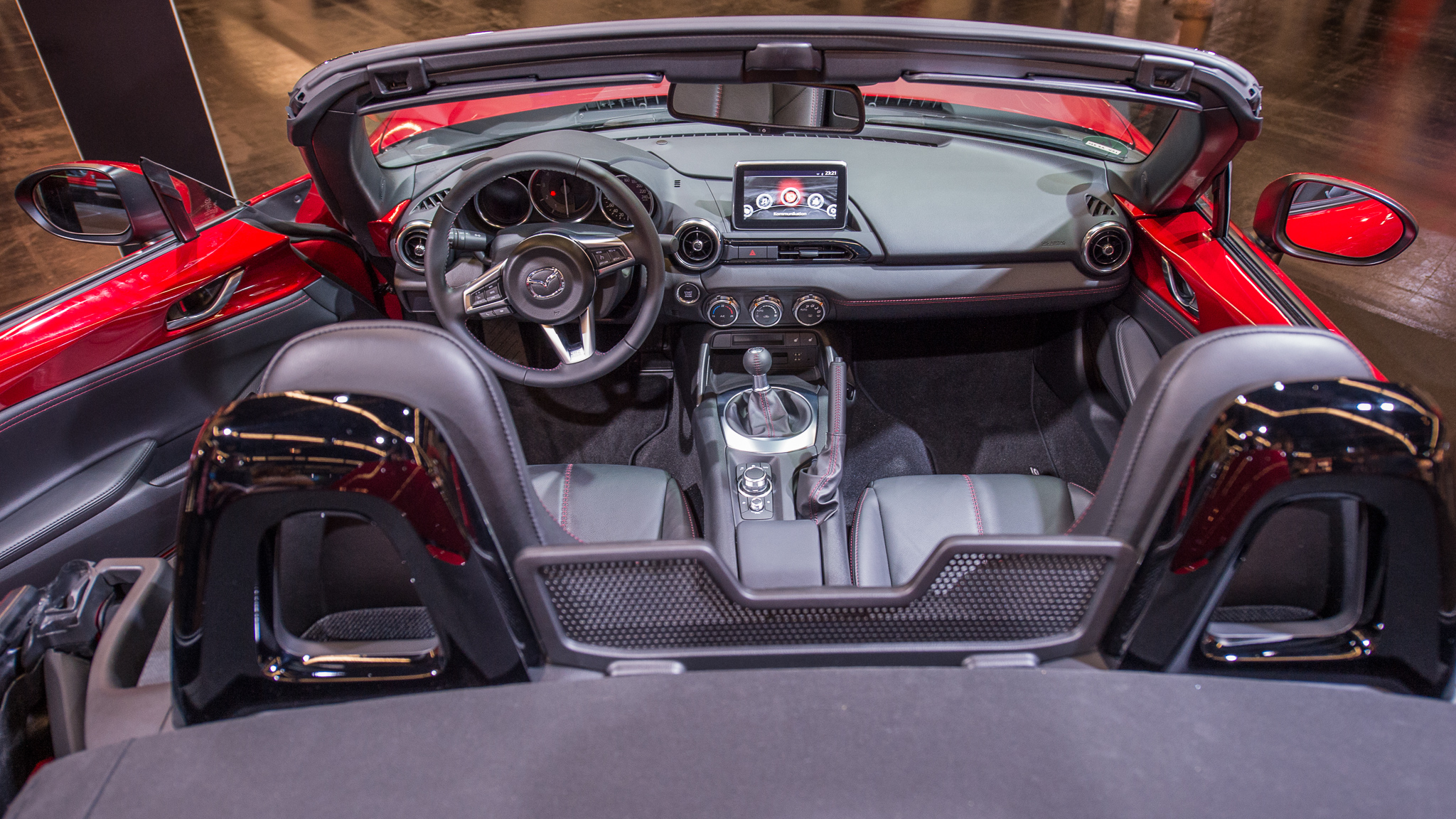

### Spyder et Speedster
Au SEMA Show de Las Vegas le 3 novembre 2015, Mazda présente deux concepts sur la base de la MX-5 ND : le Mazda MX-5 Spyder et le Mazda MX-5 Speedster,.

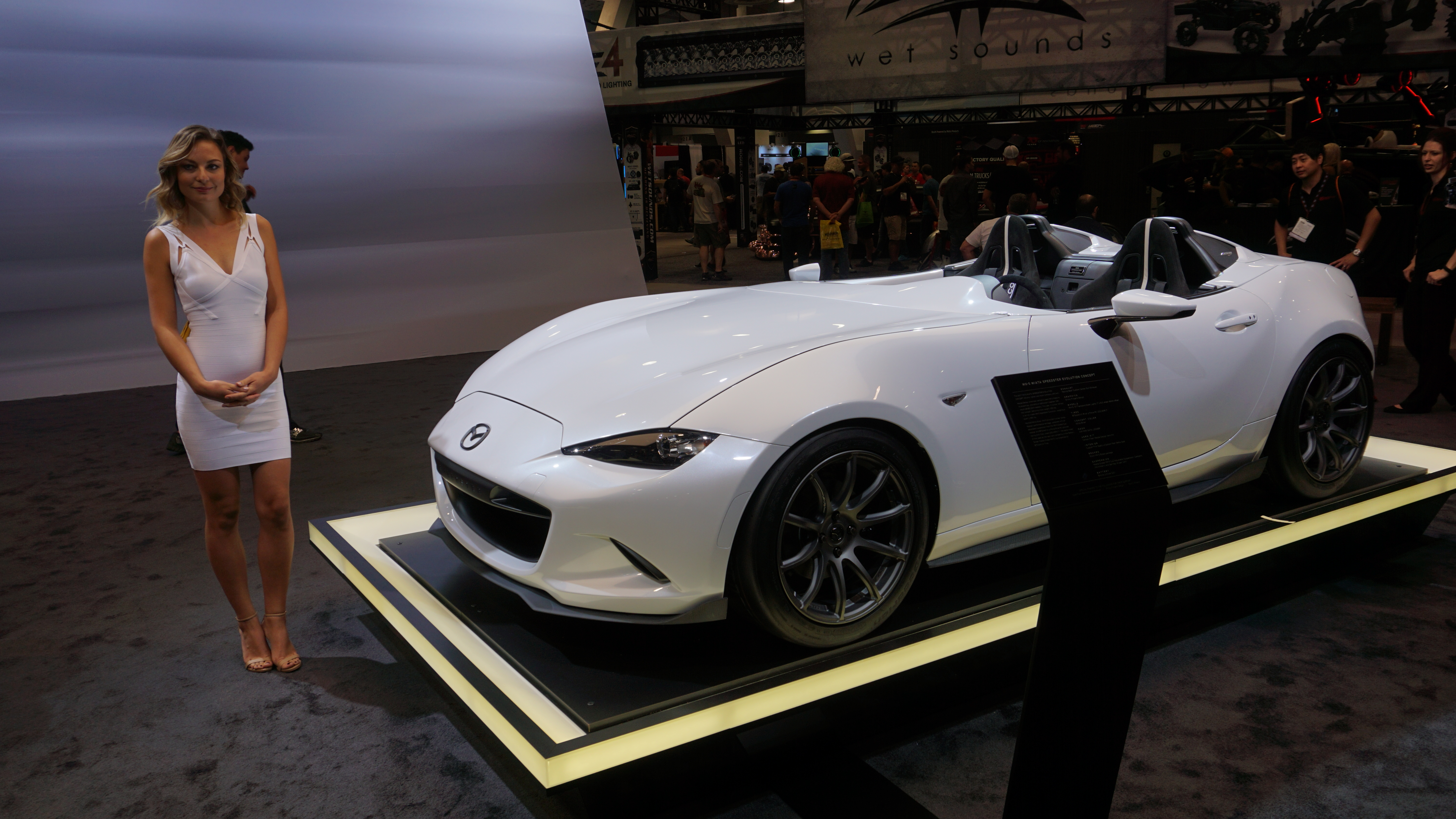
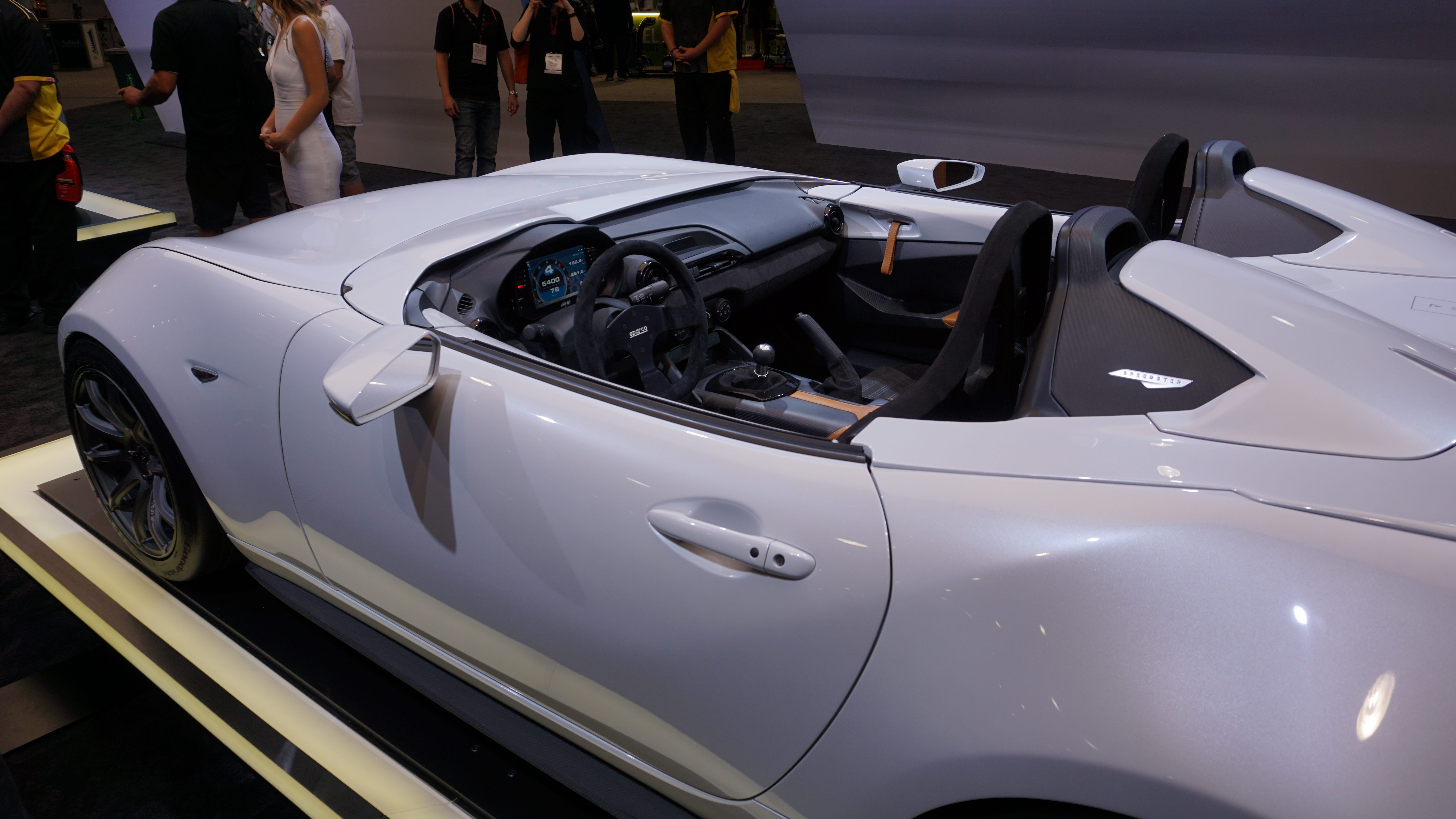
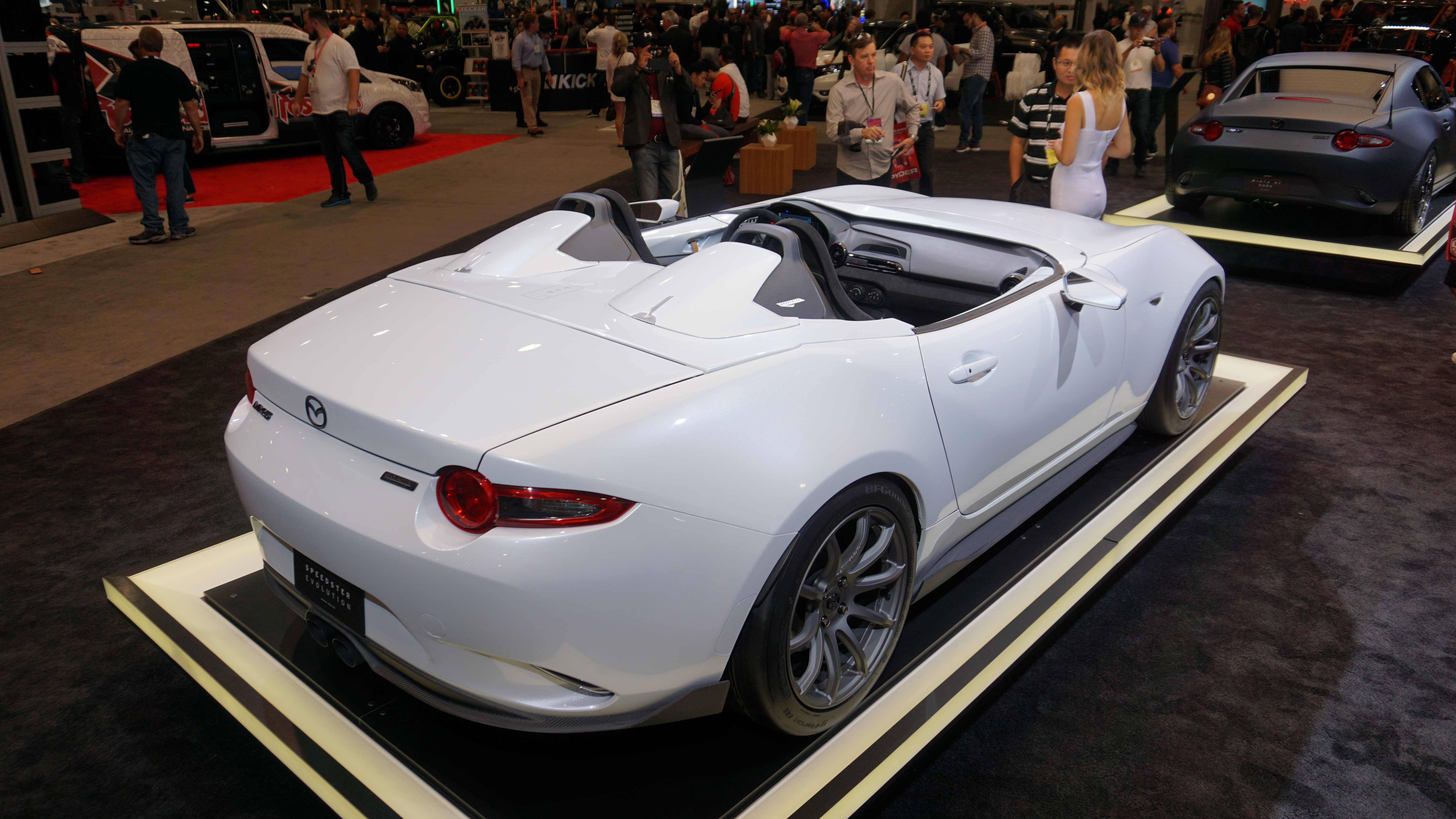

### RF
Au salon de New York 2016, Mazda a dévoilé la version Targa (toit en dur partiellement rétractable) de la MX-5, la RF (Retractable Fastback).
Une fois le toit "rangé", le coffre ne diminue pas en volume.

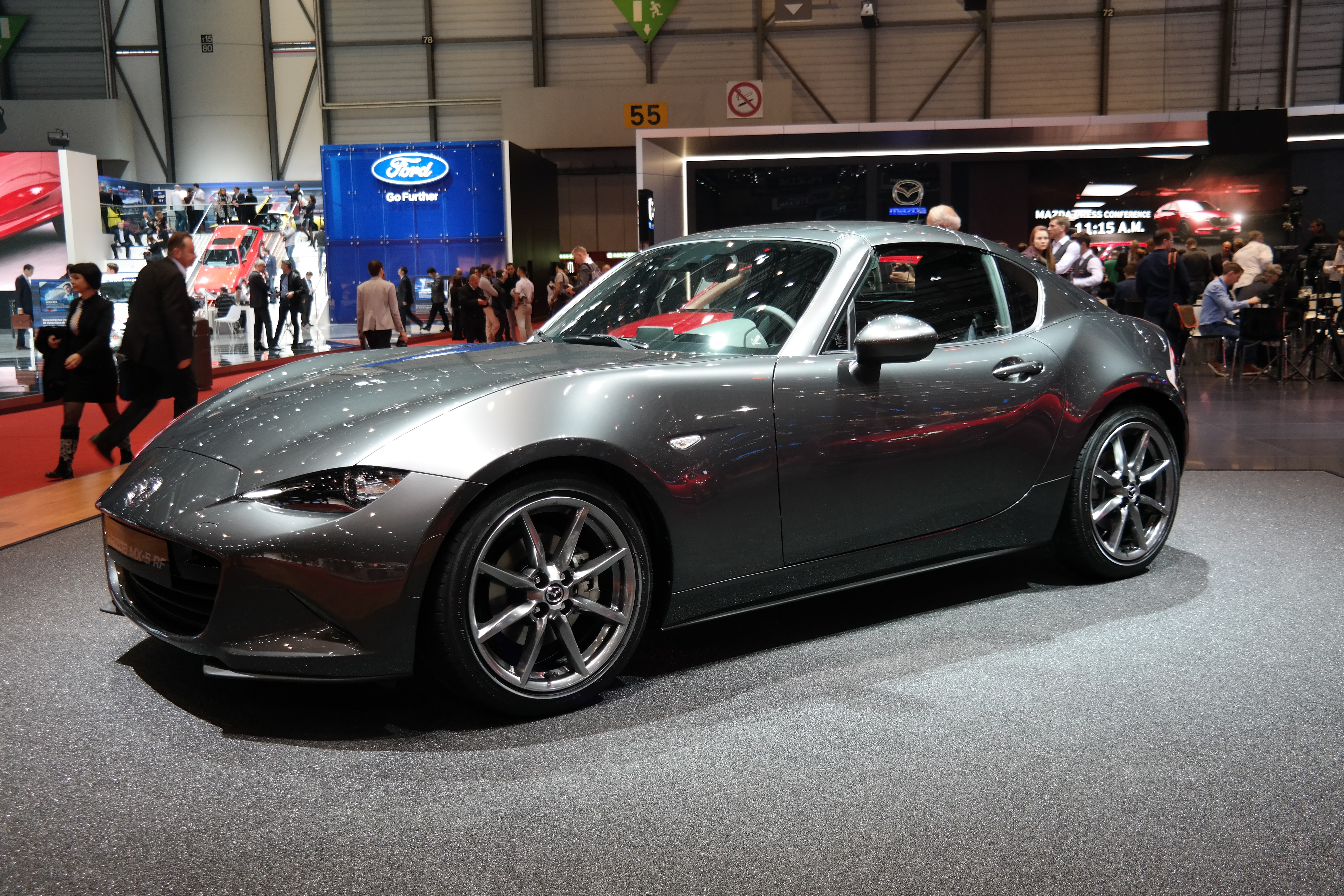
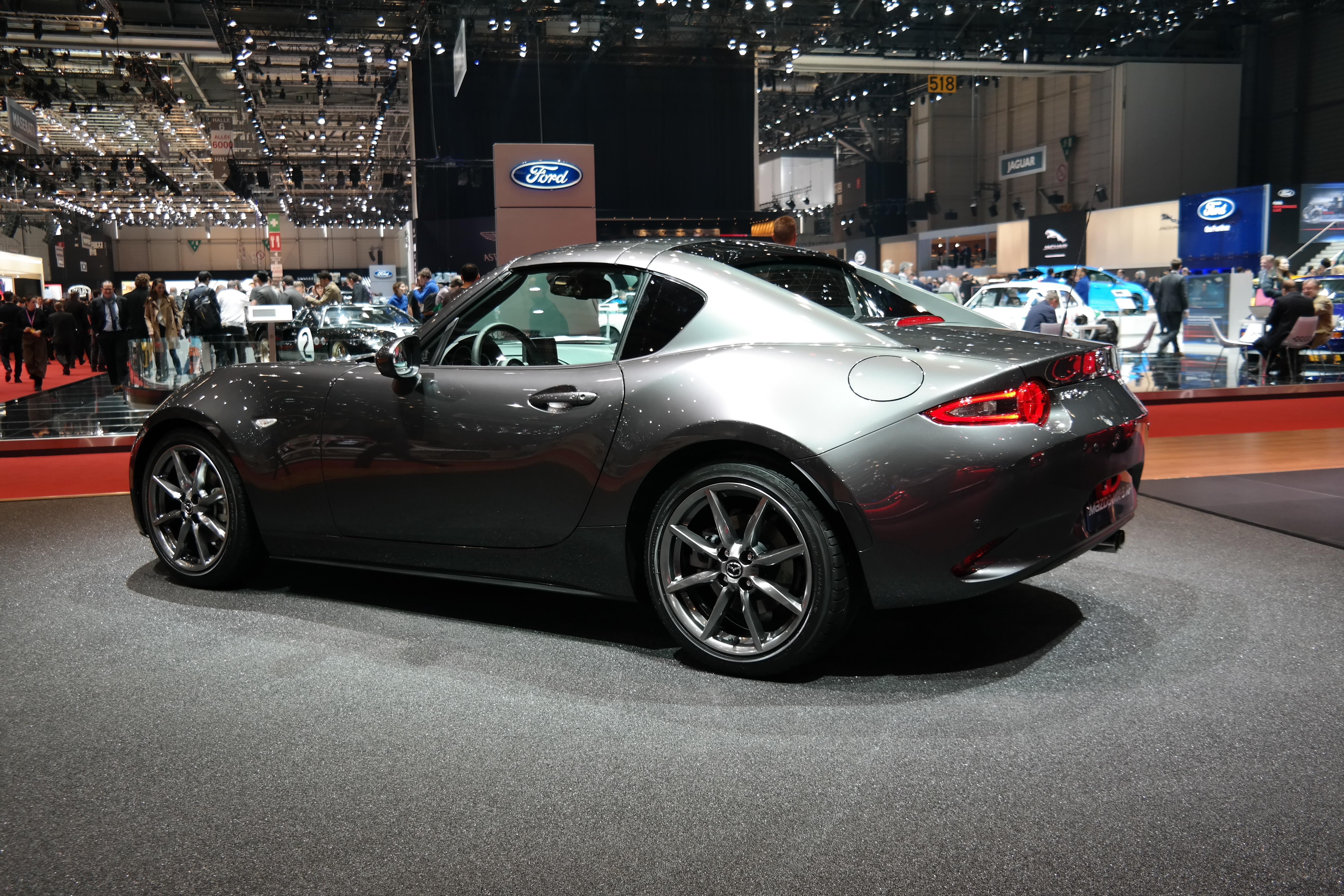
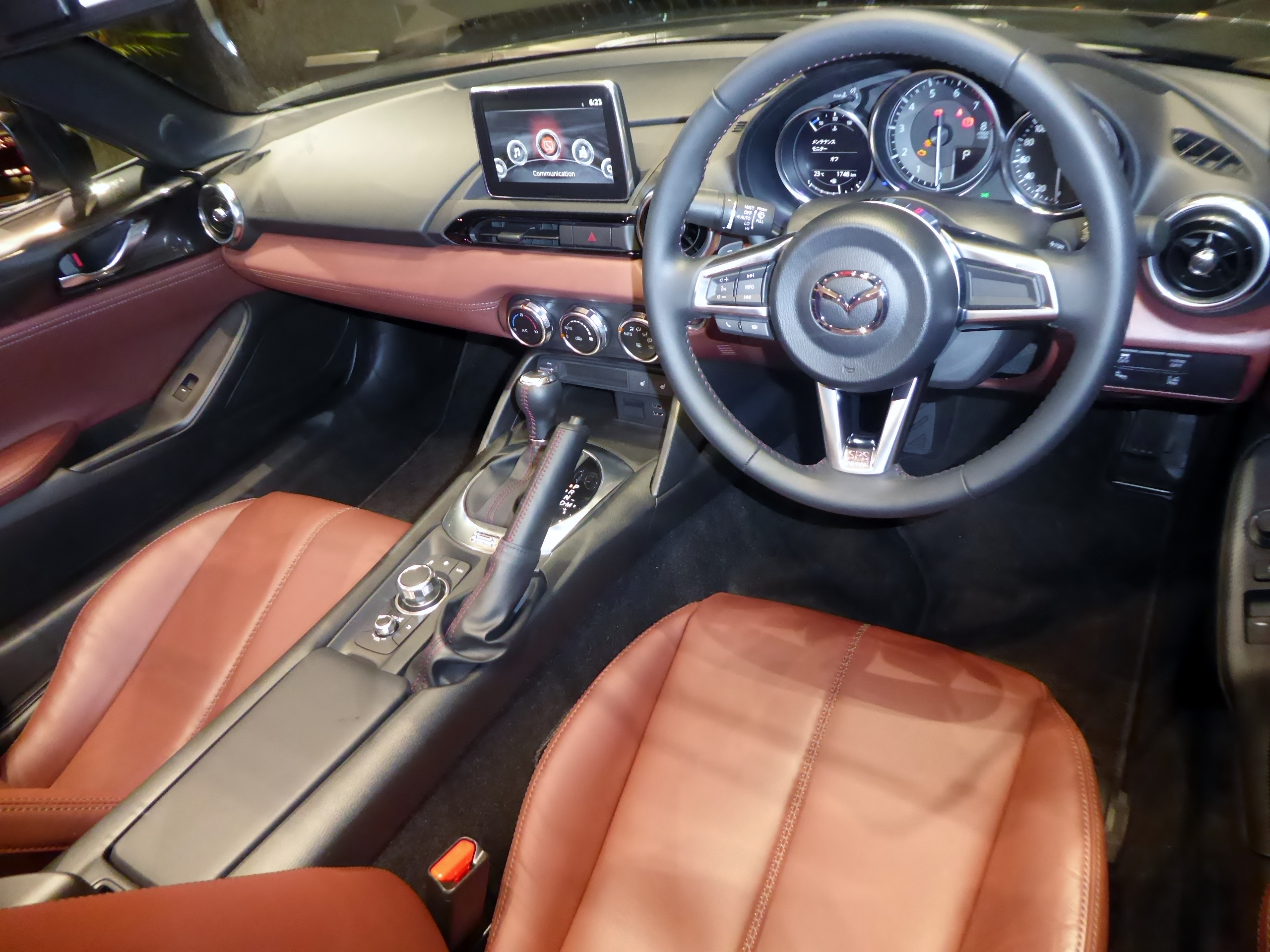

### Finitions

#### À partir de 2015
- Élégance
- Dynamique
- Sélection

#### À partir de 2023
- Prime-Line
- Exclusive-Line
- Kazari
- Kizuna
- Homura

#### À partir de 2024
- Prime-Line
- Exclusive-Line
- Kazari
- Homura

#### Séries limitées
- Cherry Top/Sakura (Allemagne)

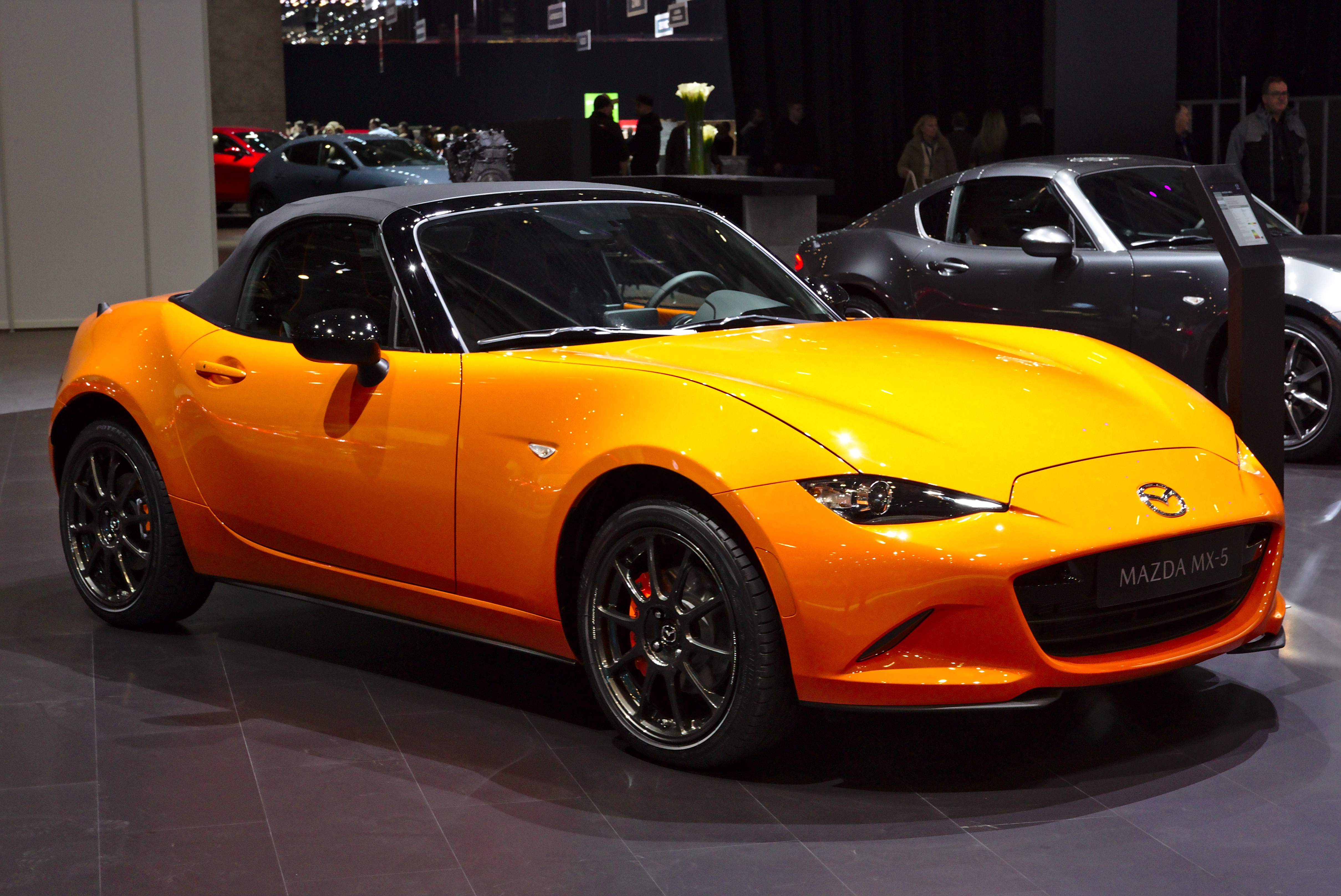
Mazda MX-5 30e anniversaire.

  - toit souple uniquement, motorisation 1,5 litre 132 chevaux, couleur gris métallisé, sellerie cuir beige spécifique, capote de couleur cerise « Cherry Top ».
- Aki Edition
  - toit souple uniquement, motorisation 2 litres 184 chevaux, jantes 17 pouces BBS de couleur noire, couleur bleu Eternal Blue Mica « classique » associée à une capote de couleur marron.
- 30e anniversaire
  - motorisation 2 litres 184 chevaux, couleur orange, jantes Rays, freins Brembo, sièges Recaro, badges indiquant le numéro du véhicule de cette édition limitée à 3 000 exemplaires dans le monde.
- Eunos Edition[48]
  - toit souple uniquement, motorisation 1,5 litre 132 chevaux, couleur noire, jantes Rays, intérieur en cuir rouge, badges indiquant le numéro du véhicule de cette édition limitée.
- 100e anniversaire[49]

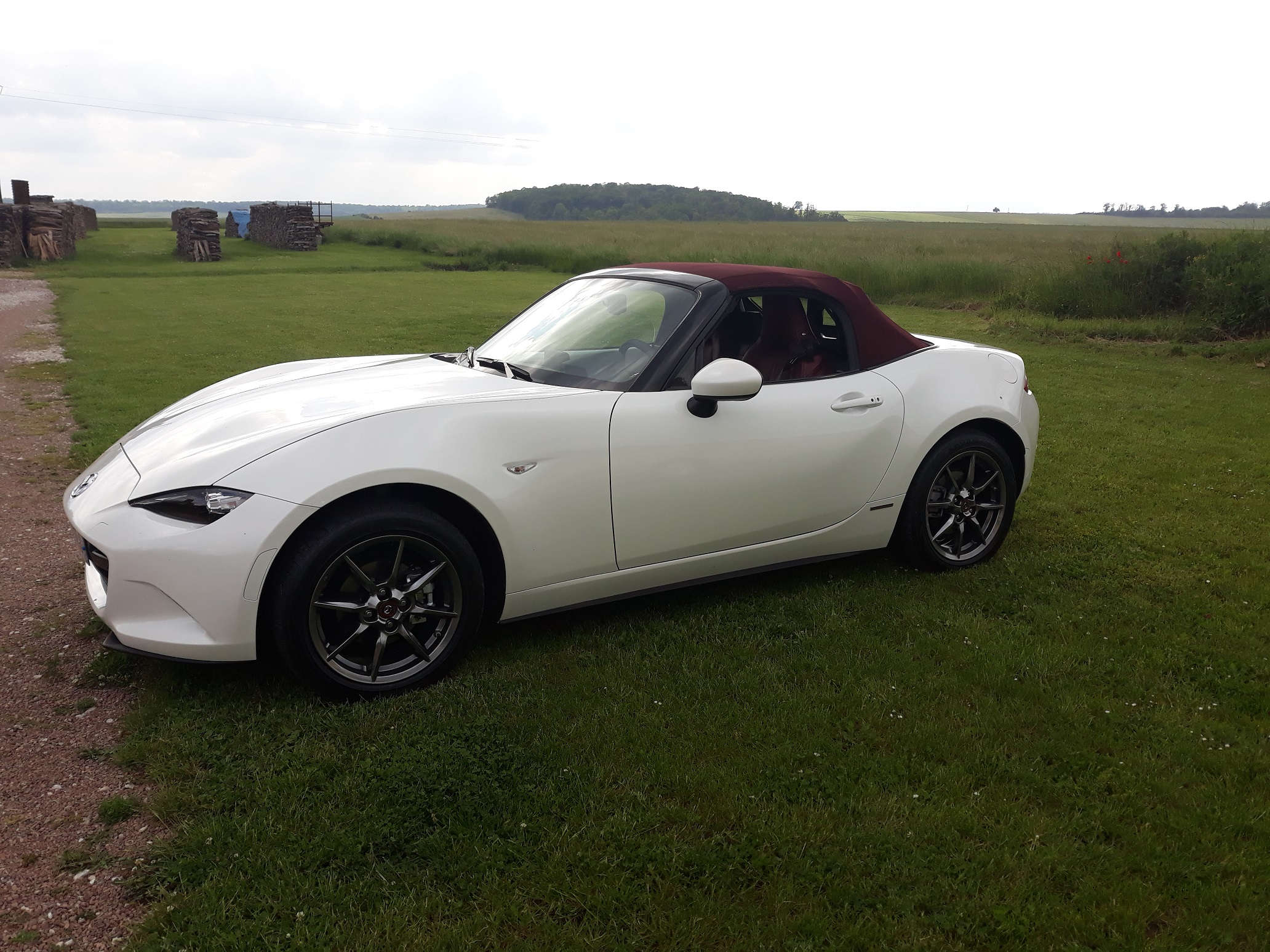
MX-5 Centenaire.

  - MX-5 Centenaire.toit souple uniquement, couleur blanche "Snow Flake White Pearl Mica" - moquette, capote et siège rouge «Burgundy» - centres de roues, tapis de sols, appuis-tête et télécommande avec logo "100 YEARS 1920-2020" - La carrosserie est ornée d’un badge commémoratif - Les attributs de la série 100e anniversaire ont également été appliqués aux autres véhicules de la gamme Mazda (2, 3, CX-3, CX-30 et CX-5) - La MX5 100 est disponible en France uniquement avec la motorisation 1,5 L Skyactiv-G 132 ch et en jantes 16”. 110 exemplaires ont été livrés pour la France.
- R-Sport[50]
  - uniquement au Royaume-Uni, toit souple uniquement, motorisation 1,5 litre 132 ch, couleur Polymetal Grey, jantes Rays gris anthracite, toit souple de couleur gris, sièges en cuir marron avec surpiqures grises.
- Seiza Edition[51]
  - toit en dur rétractable (RF) associé à une motorisation 2,0 litres 184 chevaux uniquement, teinte extérieure bleue Deep Crystal Blue, intérieur en cuir Nappa blanc Pure White perforé, jantes Aluminium Noires 17’’ BBS, toit bi-ton noir, coques de rétroviseurs extérieurs noires, badges et porte-clés numérotés, écrin personnalisé et numéroté pour accueillir clé et porte-clé lors de la livraison[52].
- Geshi
  - Limitée à 24 exemplaires en Belgique, dans une teinte unique British Racing Green[53].